# Museo Vida de Cristo
El Museo Vida de Cristo es un museo de cera ubicado en la ciudad de Fátima, Portugal.
Ubicado en la Cova da Iria, cerca del Santuario de Nuestra Señora de Fátima, es un museo temático sobre la vida de Jesucristo, considerado único en el mundo.

## Historia

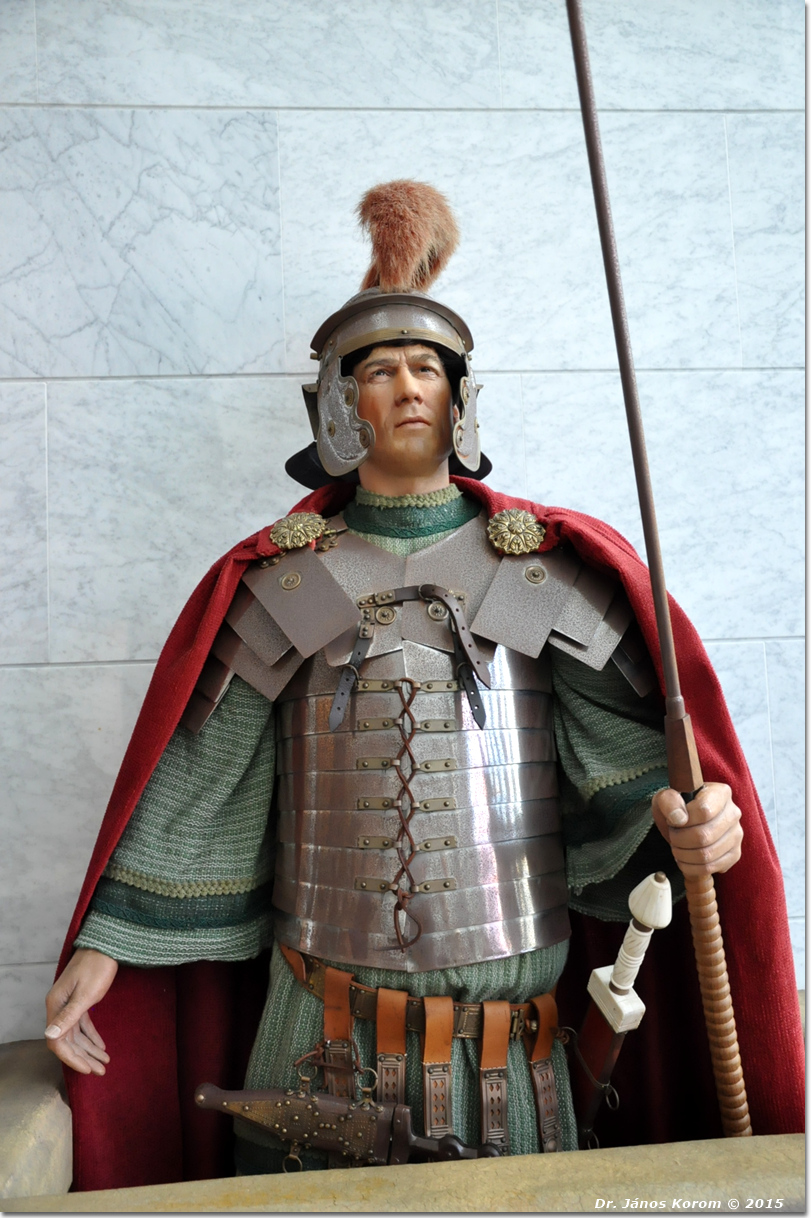
Figura de un centurión en la entrada del Museo Vida de Cristo

Inaugurado el 13 de abril de 2007, el Museo Vida de Cristo es un complejo museístico donde se retrata la vida de Jesús de Nazaret, desde la anunciación del ángel Gabriel a la Virgen María hasta la Ascensión de Jesús al Cielo, en un total de 33 escenas, a través de figuras de cera de tamaño natural y vestidas con prendas confeccionadas con tejidos fabricados en la zona de Sertã en telares manuales por artesanas portuguesas. El proyecto implicó una inversión de 12 millones de euros.
En agosto de 2017 se anunció que el museo cerraría y sería liquidado, después de que sus principales acreedores rechazaran un plan de insolvencia en un último intento por mantener el espacio en funcionamiento. El museo debía alrededor de seis millones de euros, siendo el mayor acreedor la Caixa Geral de Depósitos, que votó a favor de su liquidación. Se dictaría sentencia de insolvencia del Museo Vida de Cristo. Posteriormente, reunidos en asamblea, los acreedores ordenaron el cierre de las actividades del museo.
En 2021, el Museo Vida de Cristo se vendió por un total de 1,1 millones de euros y la propiedad fue adquirida por Renowned Champion, una empresa inmobiliaria con sede en Lisboa. Según la empresa adquirente, el Museo de la Vida de Cristo fue considerado el tercer mejor museo de cera del mundo por Tony Julius, director de la empresa londinense que fabricaba las figuras de cera y antiguo colaborador del Museo Madame Tussauds.
El Museo Vida de Cristo reabrió al público el 15 de marzo de 2024.

## Características

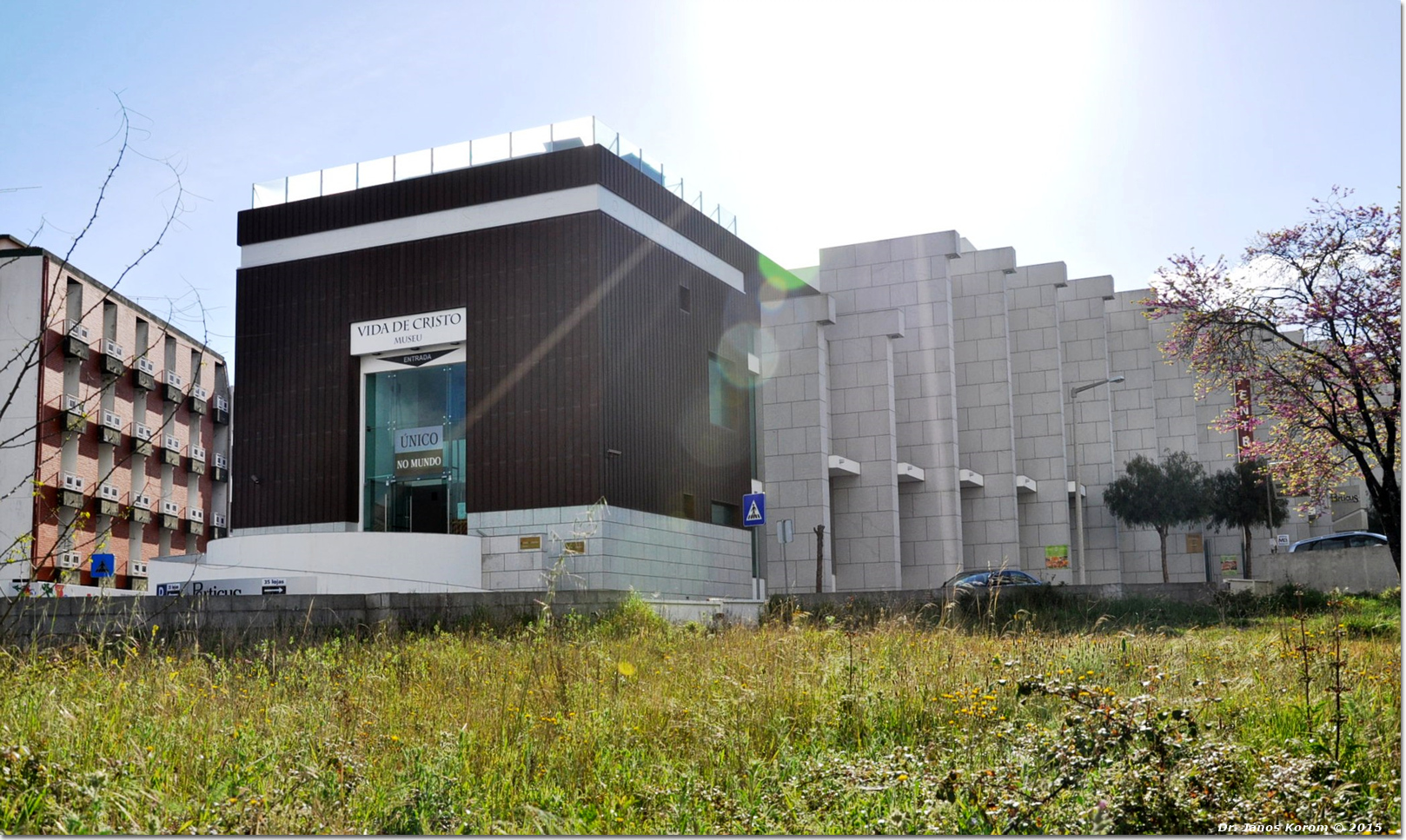
Exterior del Museo Vida de Cristo en Fátima, Portugal

En un área de 4.400 m2, el Museo Vida de Cristo cuenta con 210 figuras de cera, distribuidas en 33 escenas. De arquitectura moderna, en colores claros, el exterior está revestido de granito y cobre. Internamente se divide en plantas que cuentan con gran luminosidad y amplios espacios de circulación:
- dos plantas para narrar la vida de Jesucristo;
- dos plantas adicionales dedicadas al área comercial;
- dos plantas para aparcamiento de vehículos ligeros.

El Museo Vida de Cristo dispone de una galería comercial con 16 tiendas, cinco trasteros y un aparcamiento en el sótano con unas cien plazas.

## Las escenas del museo
La siguiente galería fotográfica presenta las 33 escenas de la vida de Jesús representadas en esculturas de cera en el Museo Vida de Cristo:

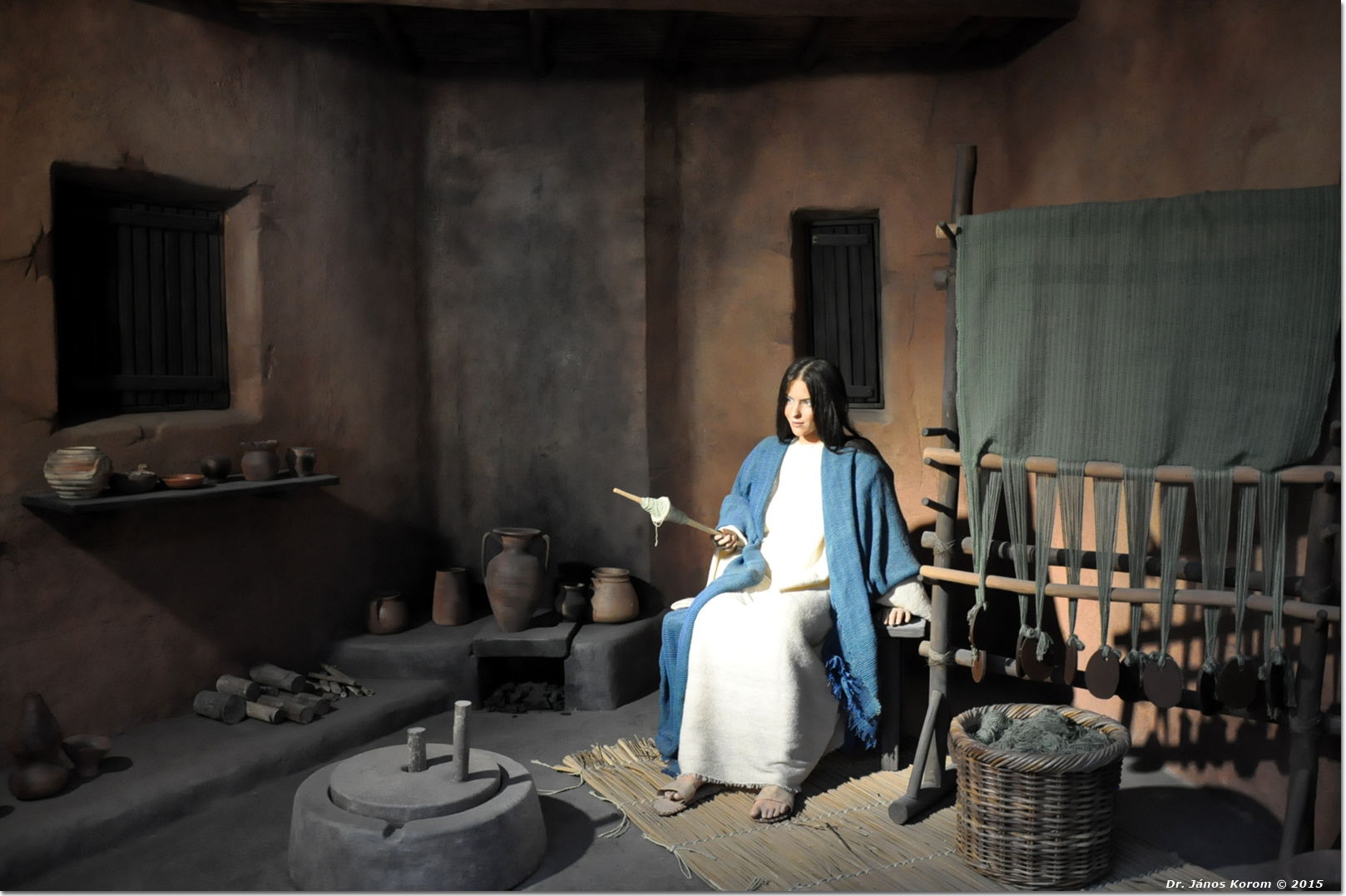
Escena: La anunciación del ángel Gabriel a la Virgen María
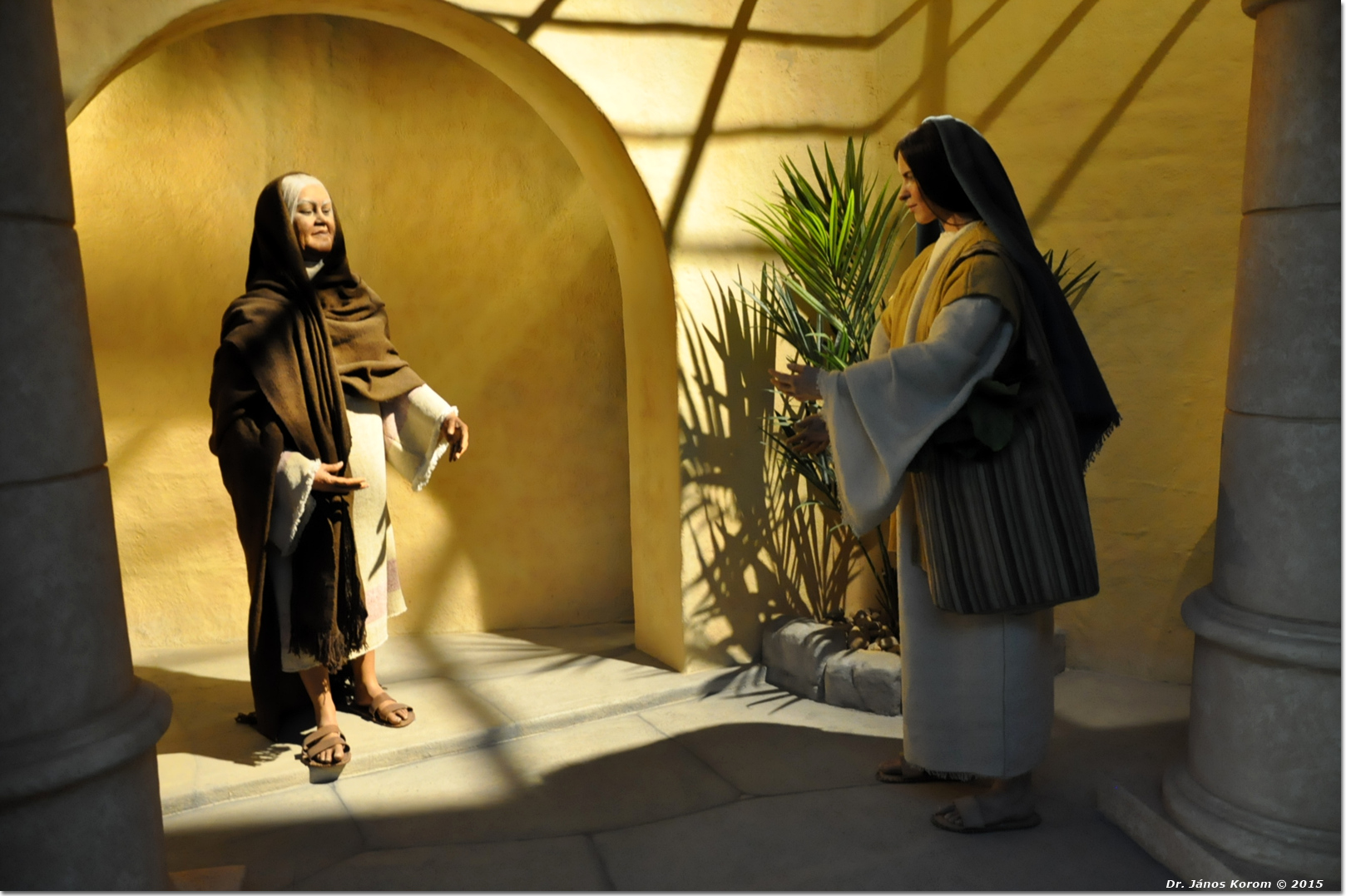
Escena 2: La visitación de la Virgen María a su pariente Isabel
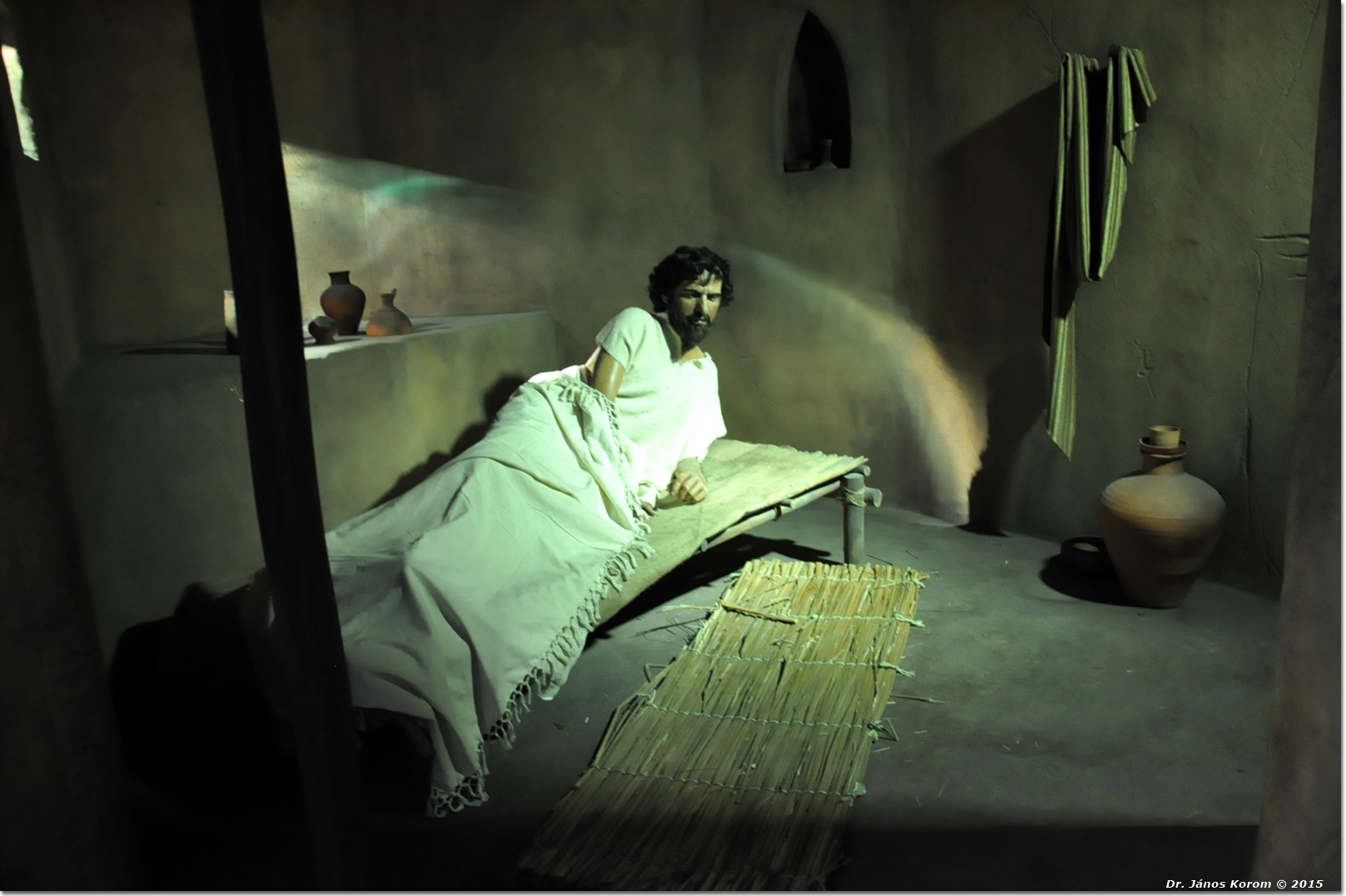
Escena 3: La anunciación a San José
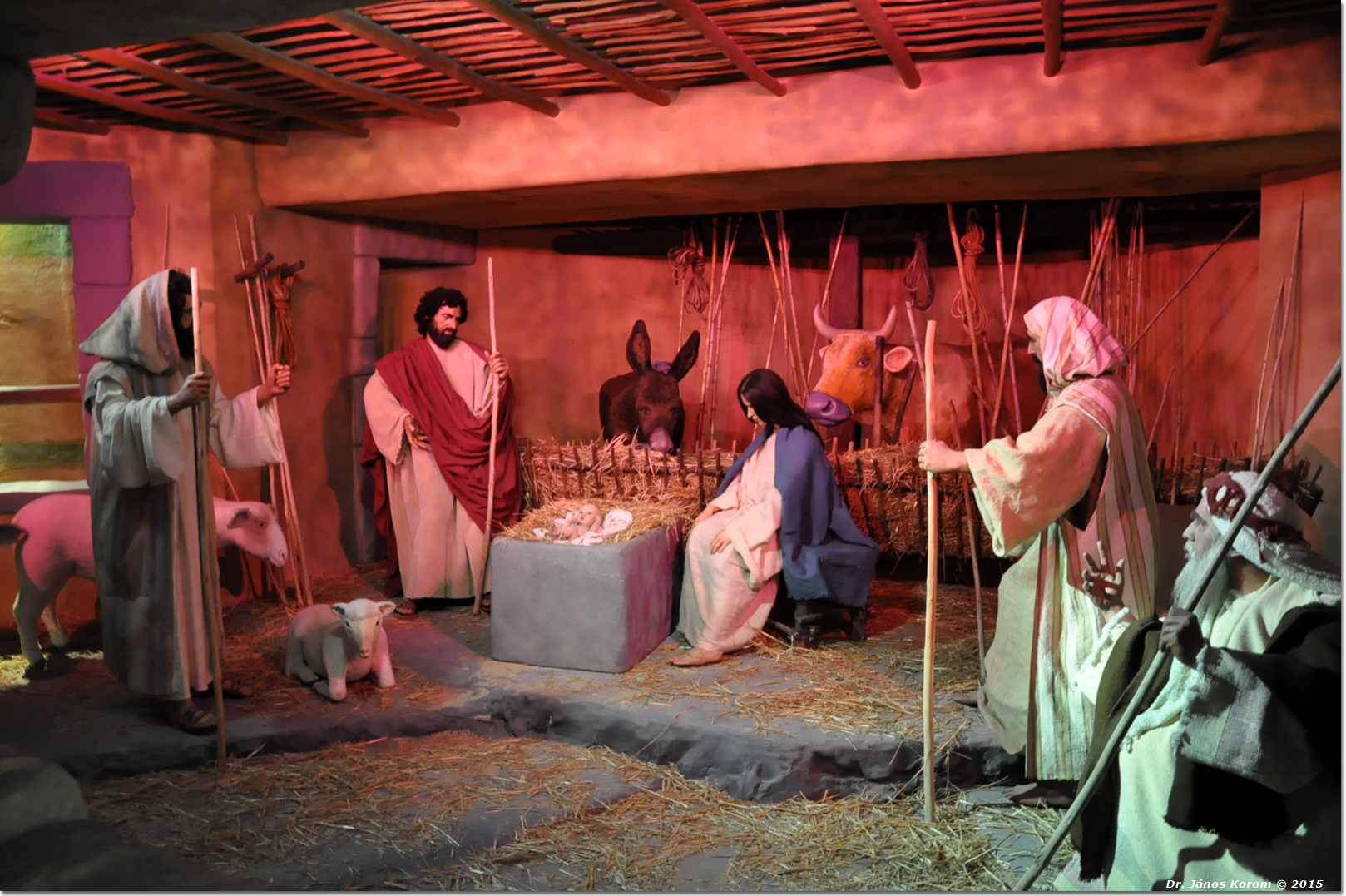
Escena 4: El nacimiento de Jesús
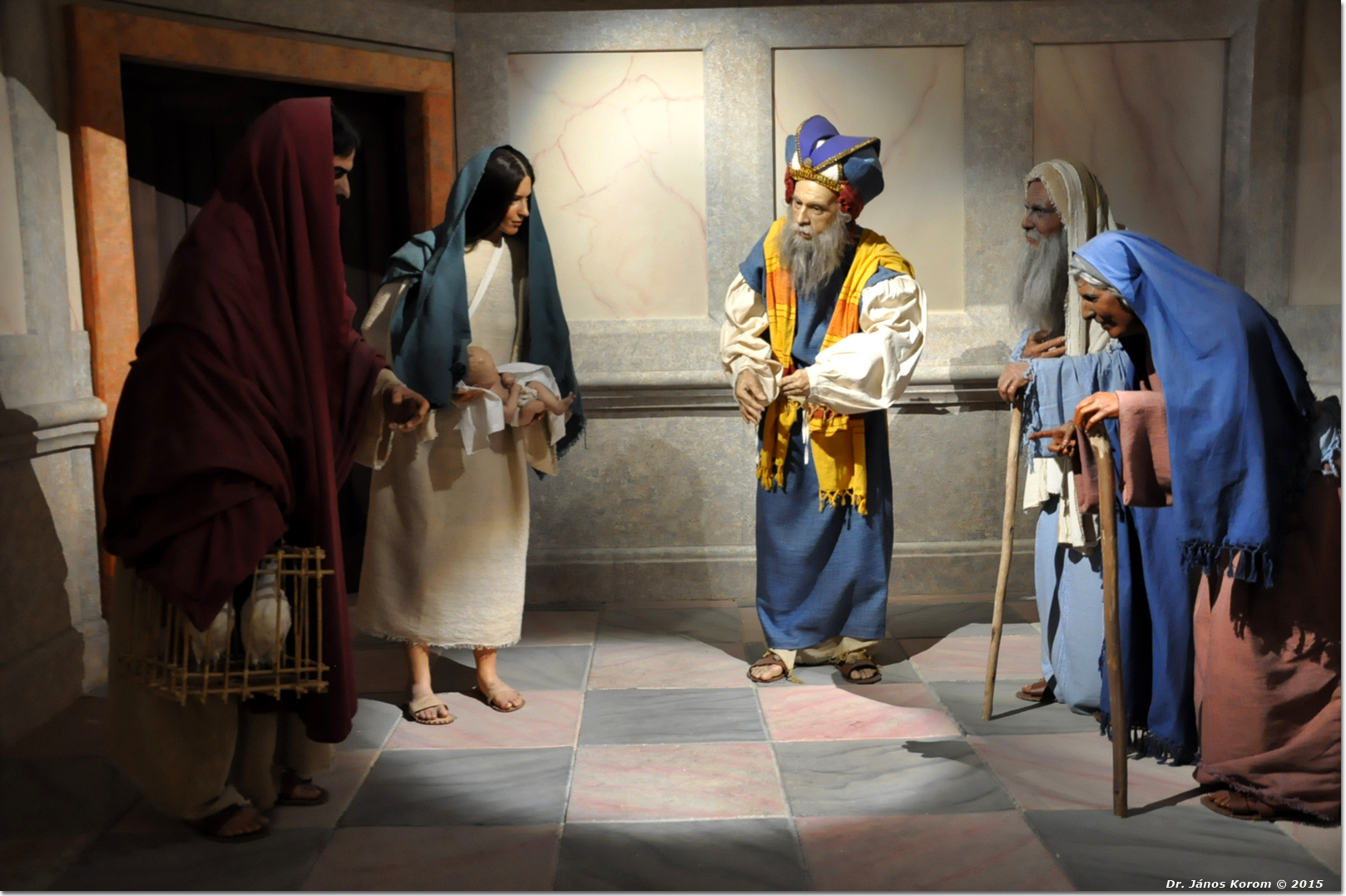
Escena 5: La presentación del Niño Jesús en el Templo
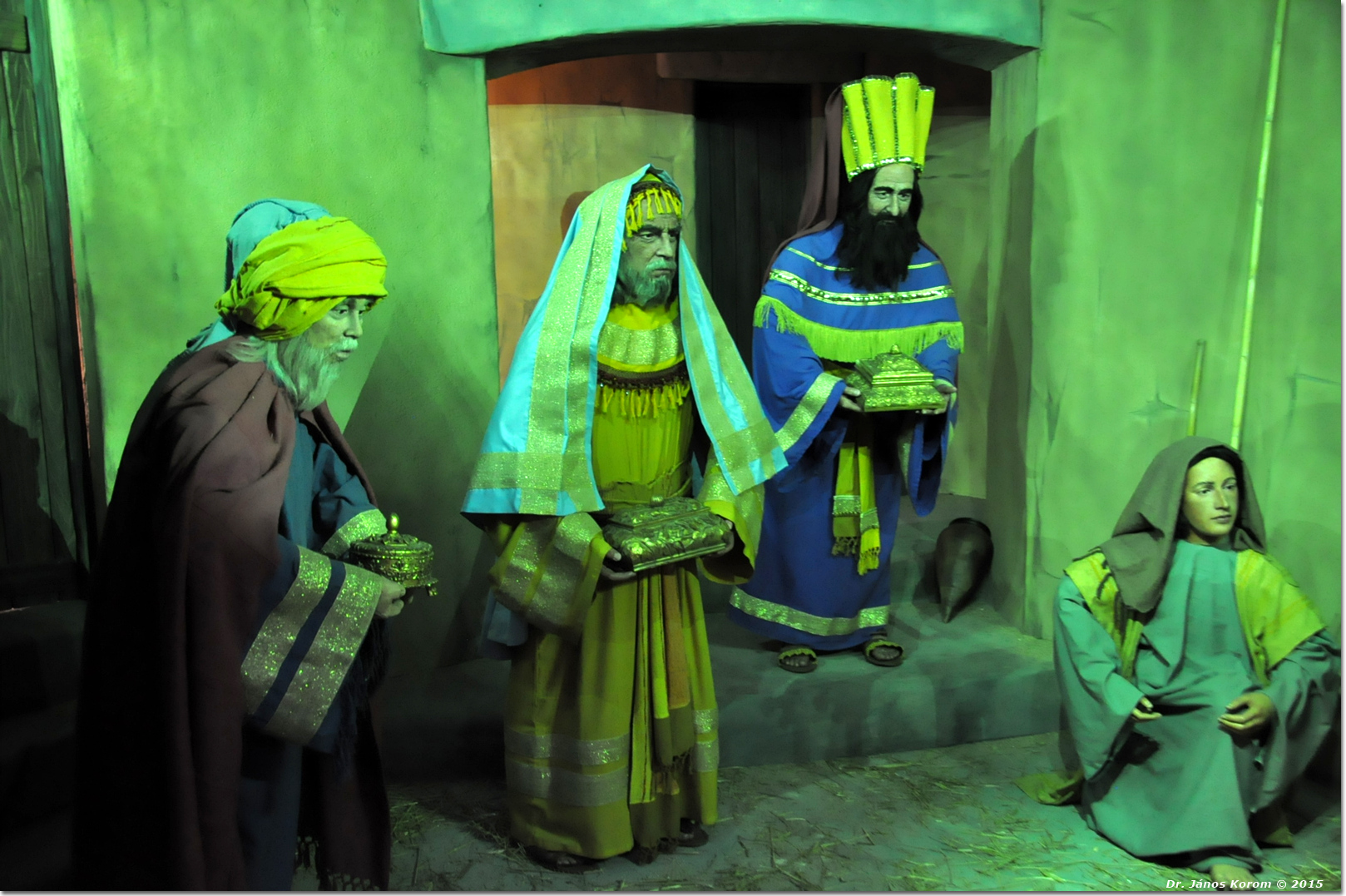
Escena 6: Epifanía de los Reyes Magos de Oriente
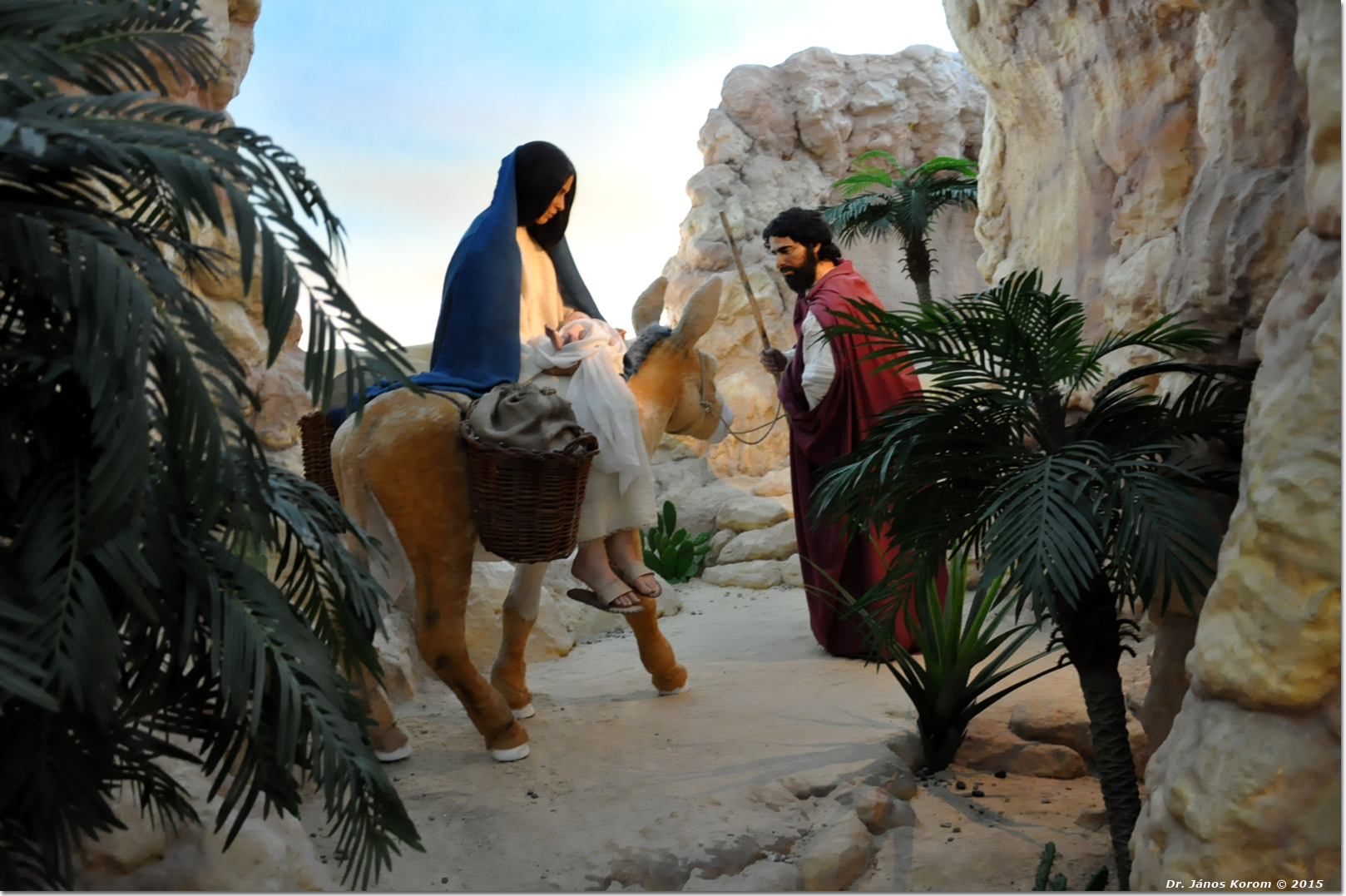
Escena 7: La huida a Egipto
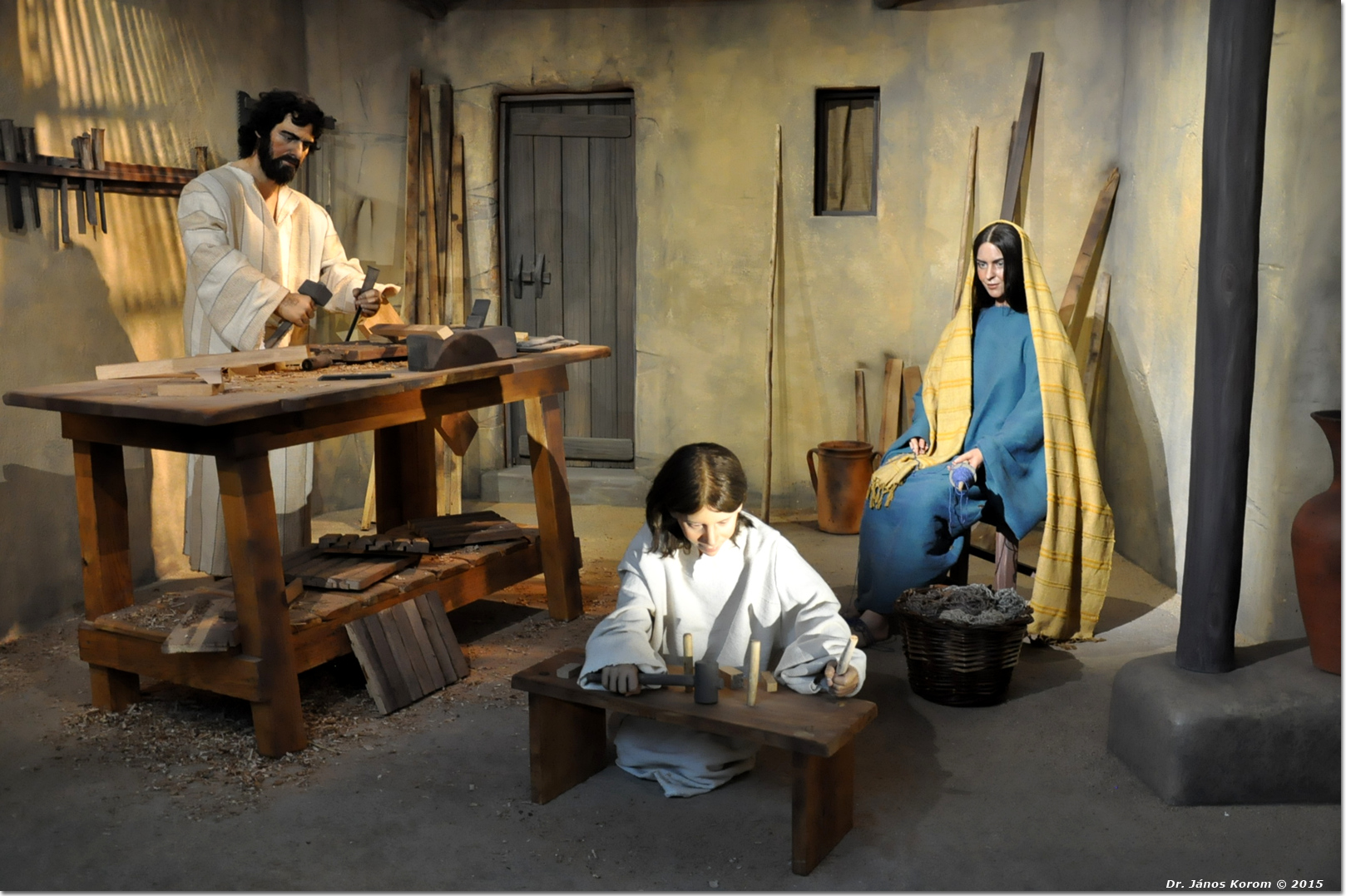
Escena 8: La infancia de Jesús en Nazaret
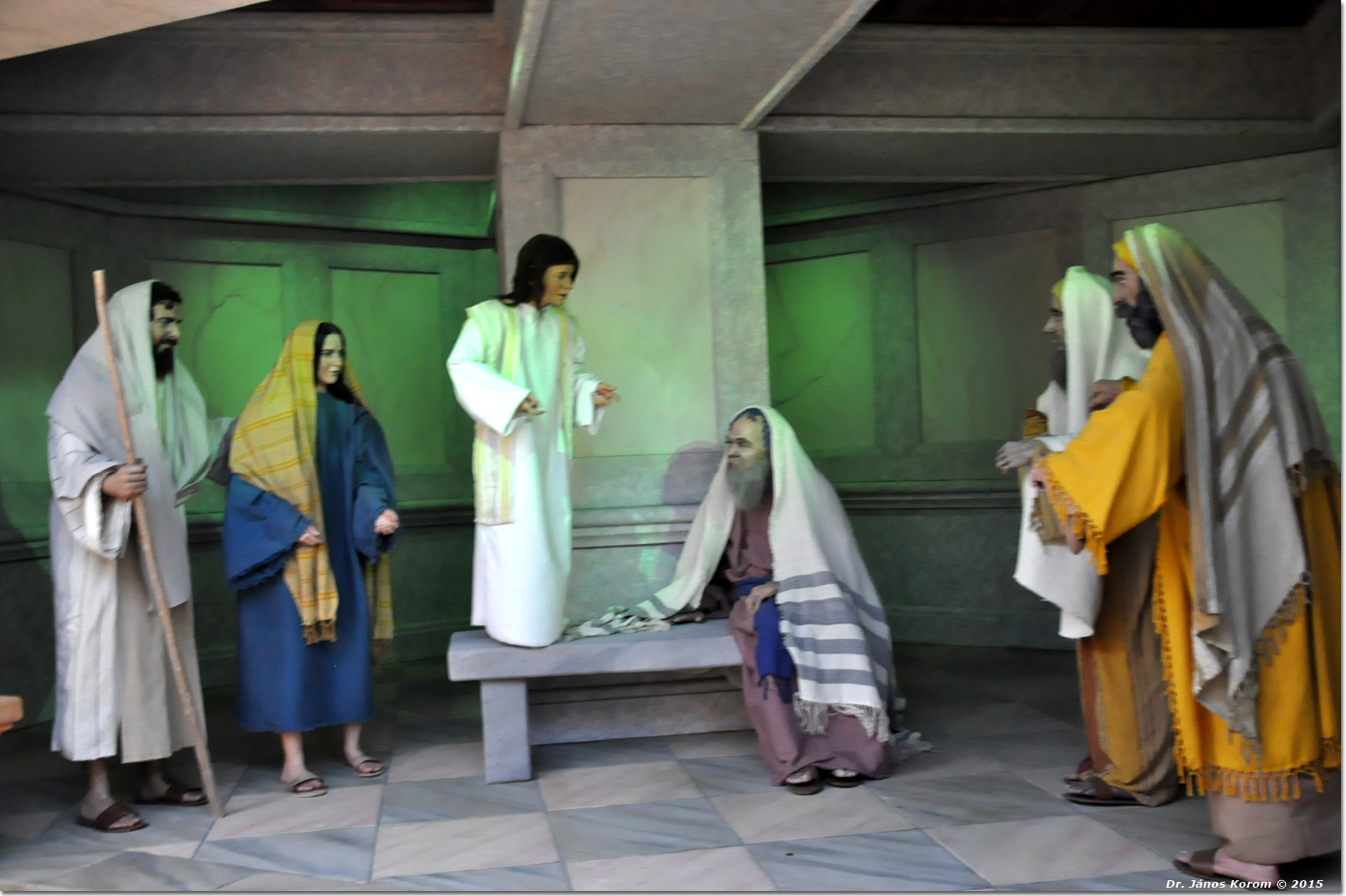
Escena 9: Jesús entre los doctores en el Templo de Jerusalén
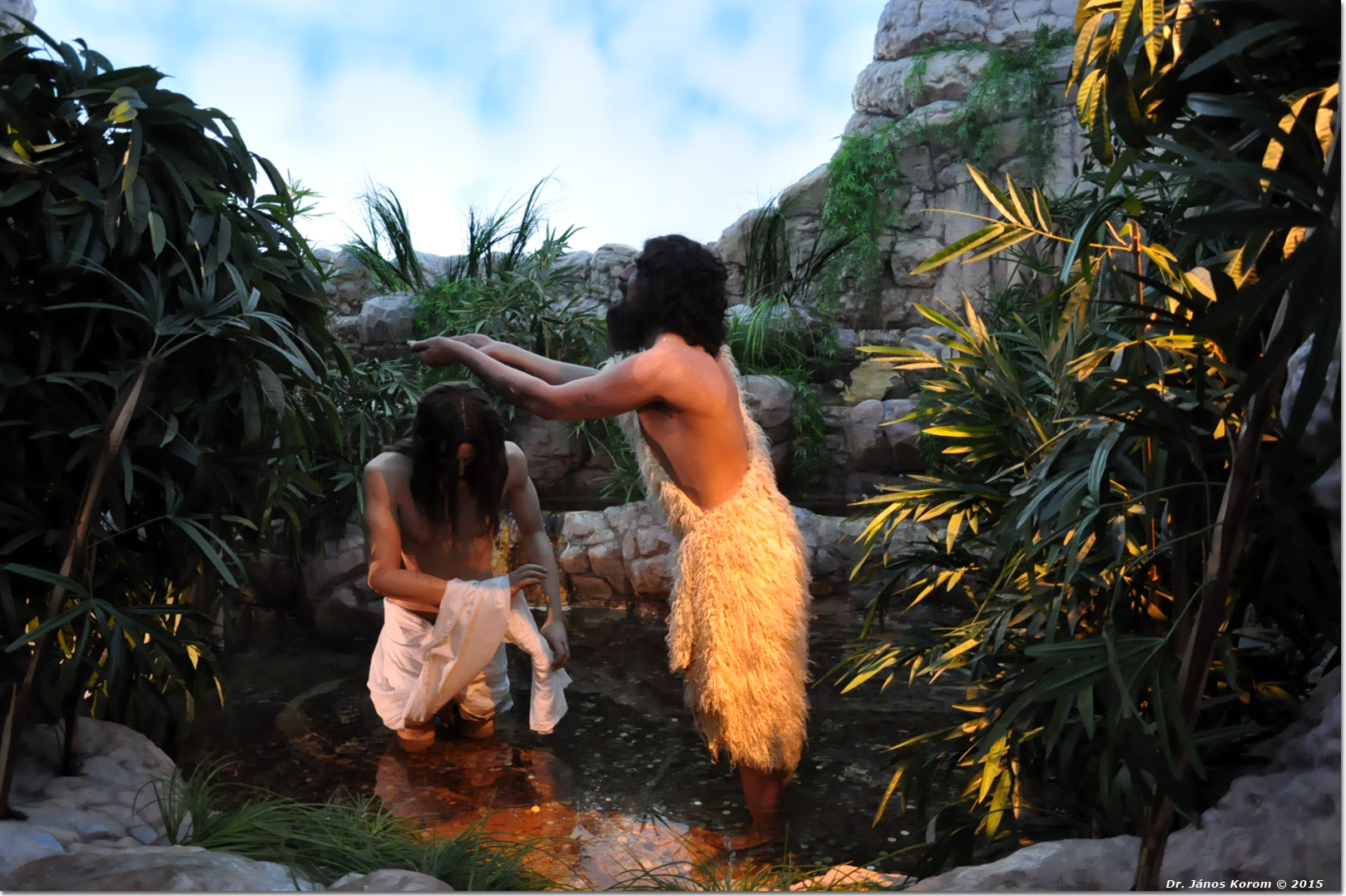
Escena 10: San Juan Bautista y el bautismo de Jesús en el río Jordán
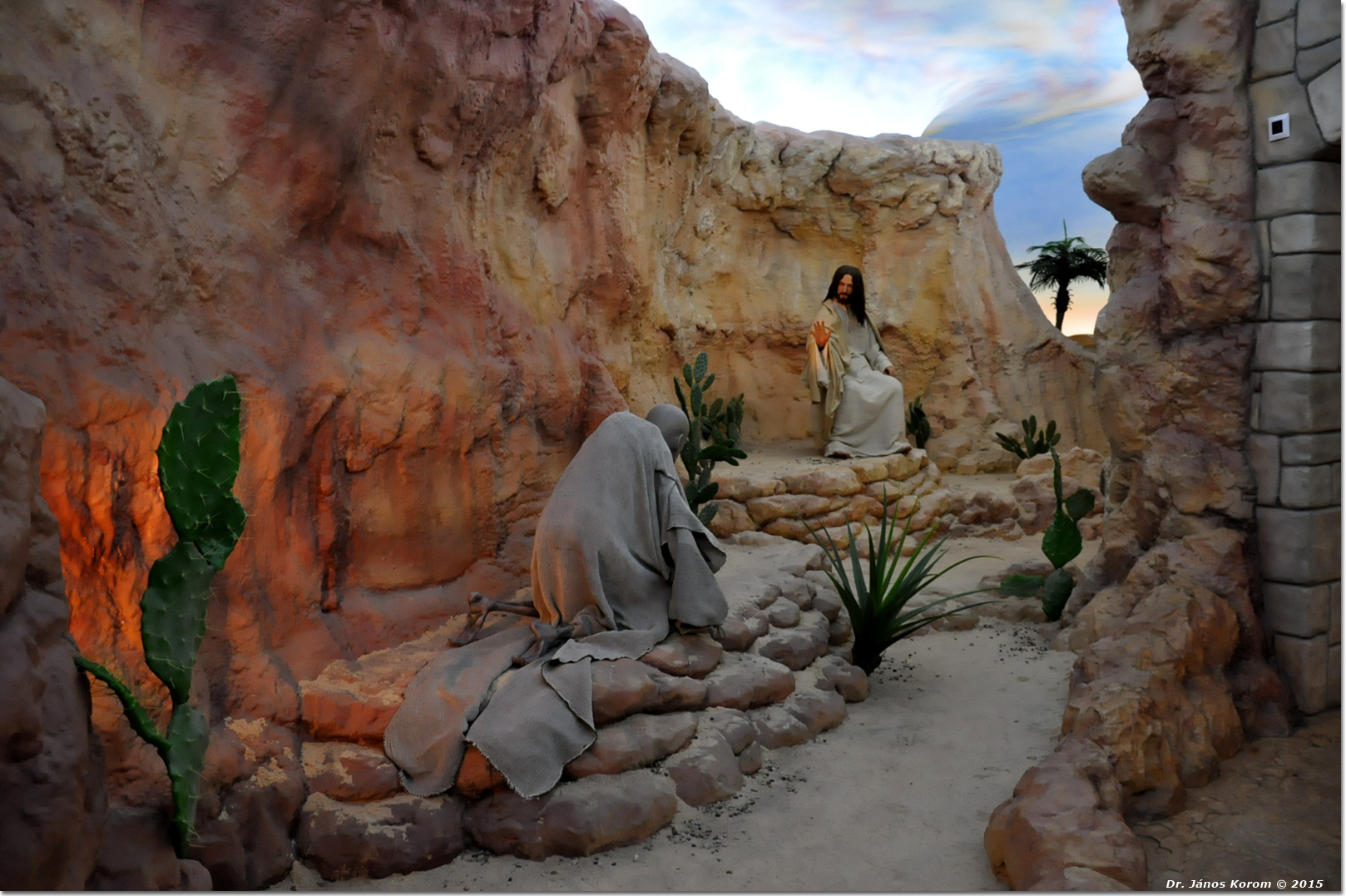
Escena 11: Las tentaciones de Jesús en el desierto de Judea
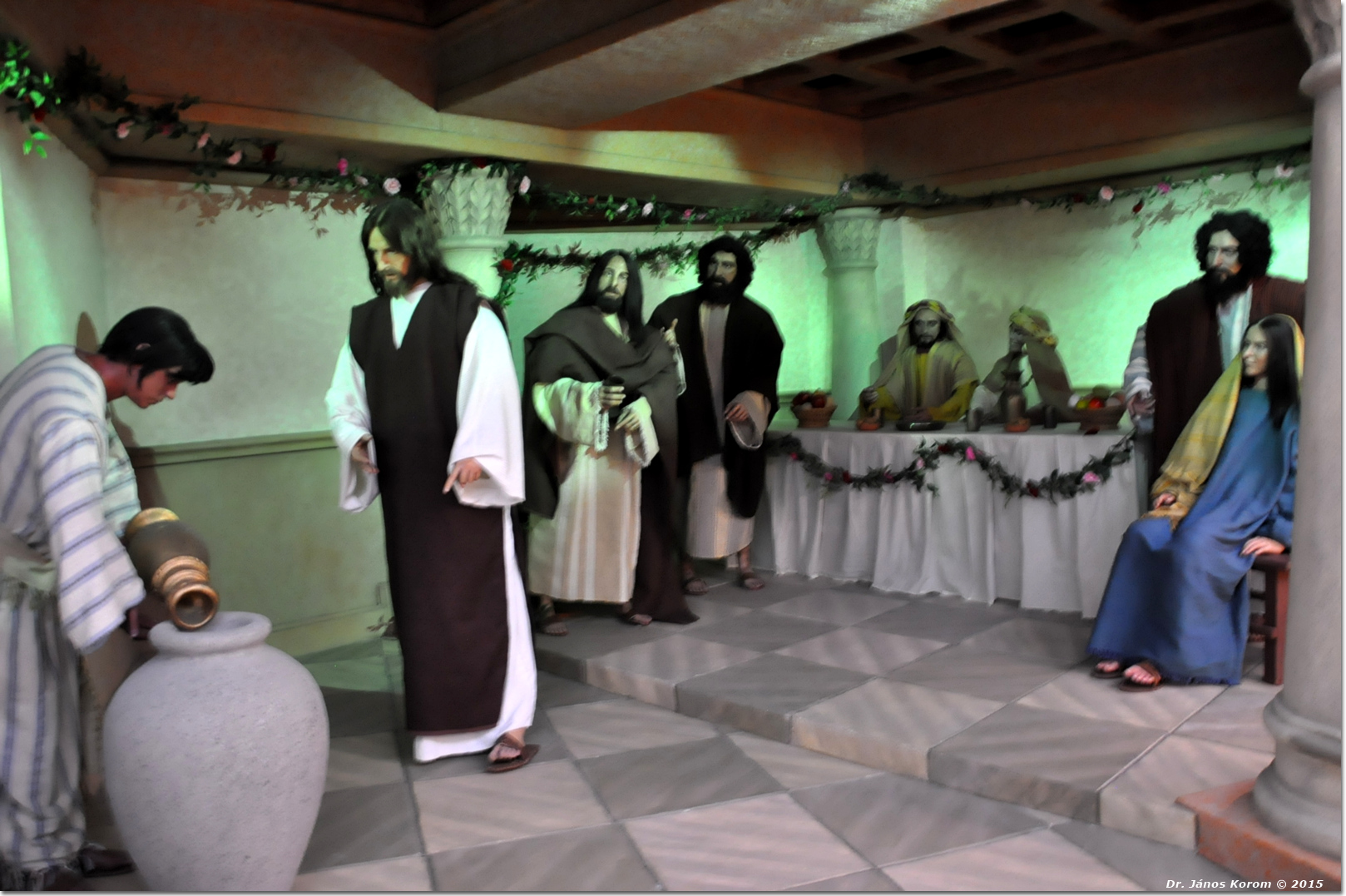
Escena 12: La transformación del agua en vino en las Bodas de Caná
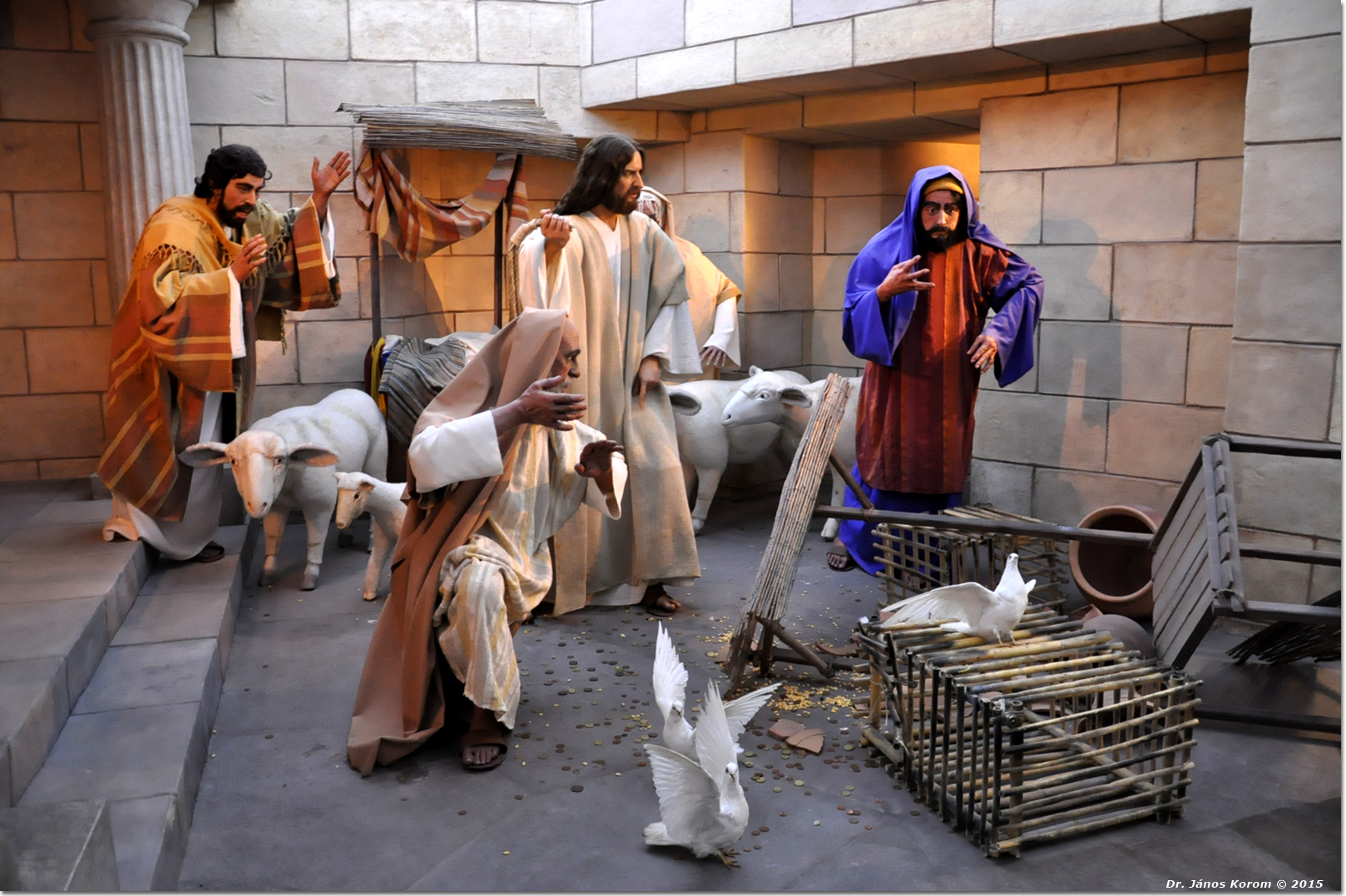
Escena 13: Jesús expulsando a los mercaderes del Templo
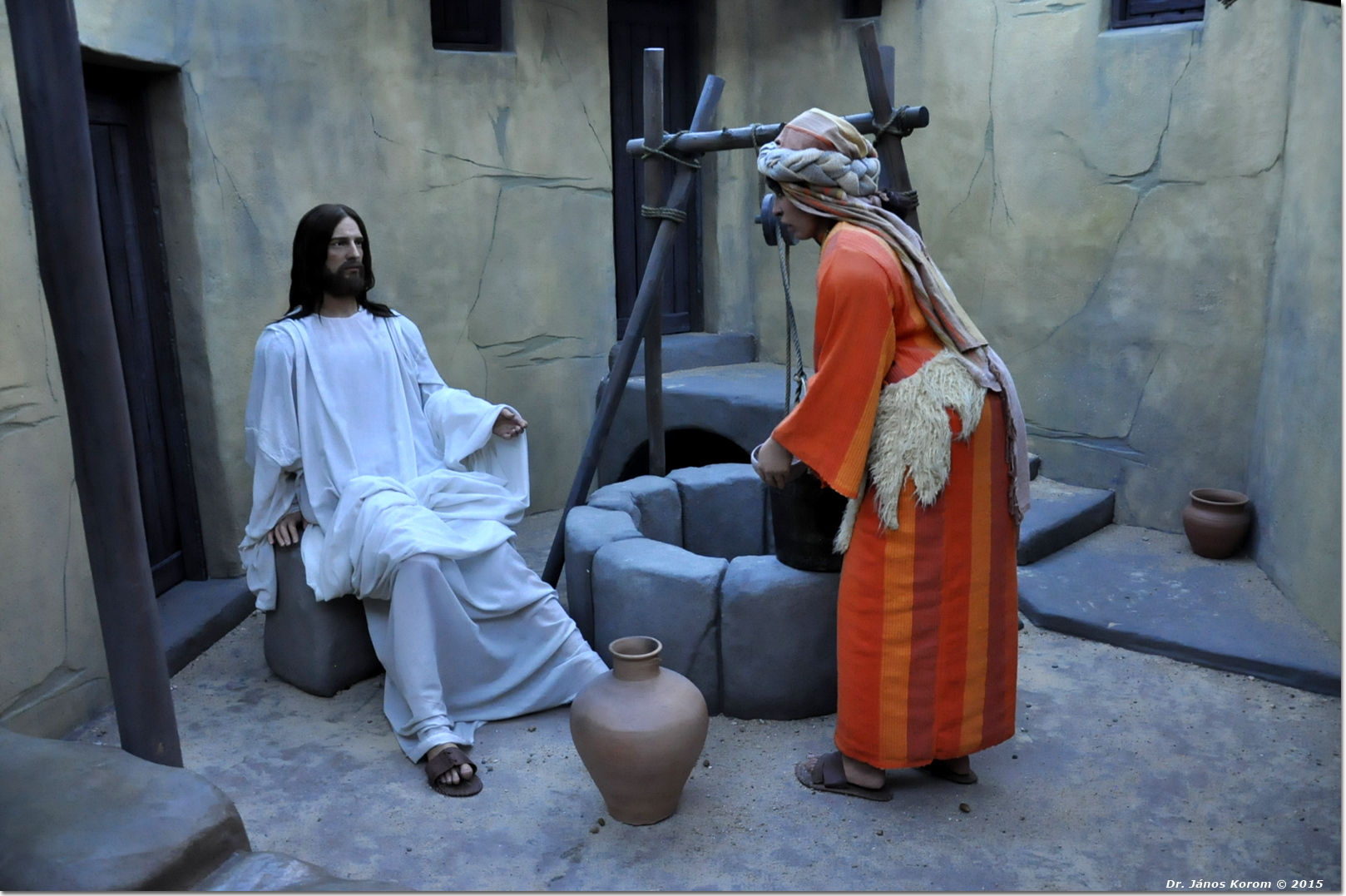
Escena 14: Encuentro de Jesús con la mujer samaritana junto al pozo
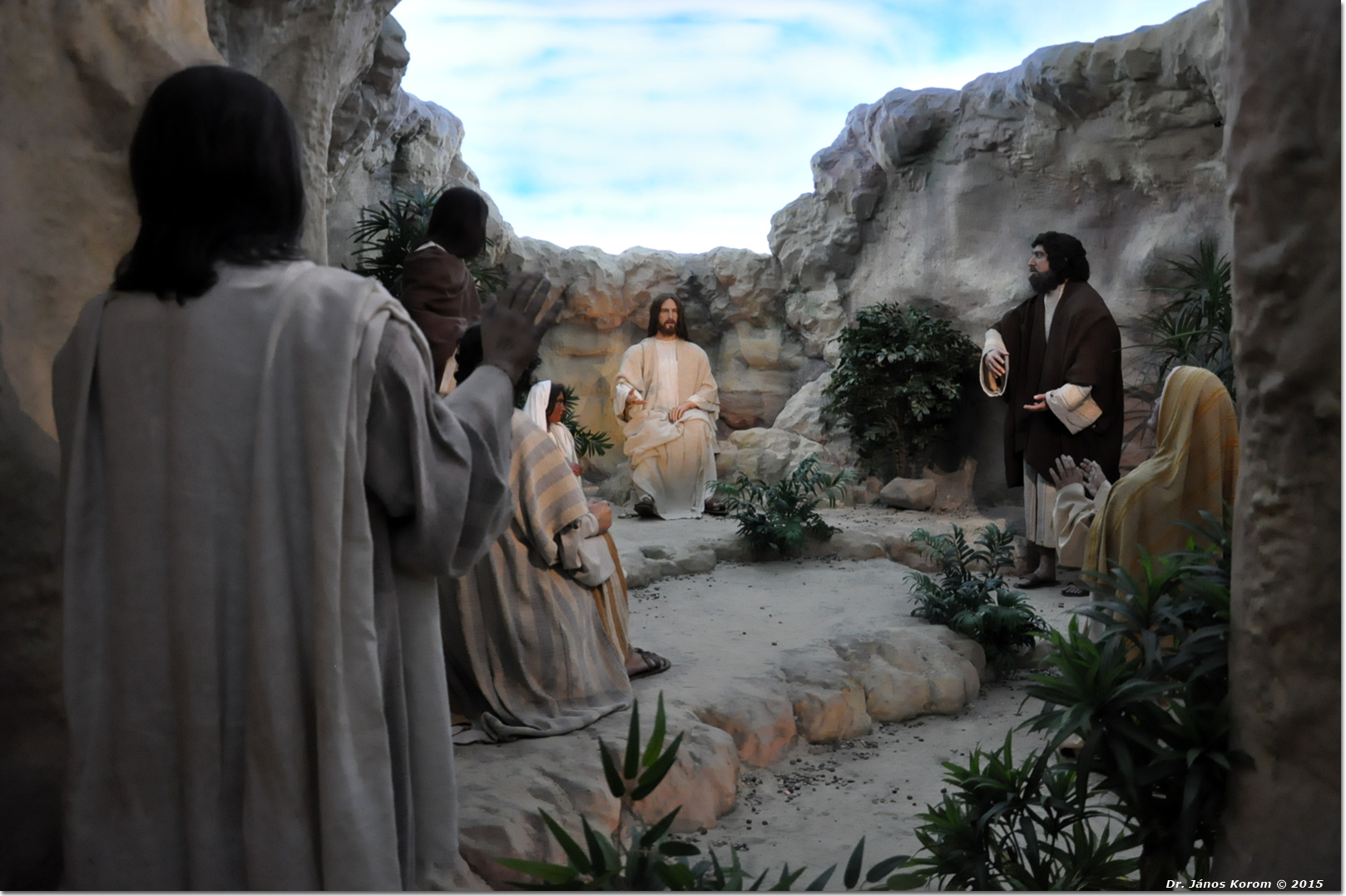
Escena 15: Sermón de la montaña
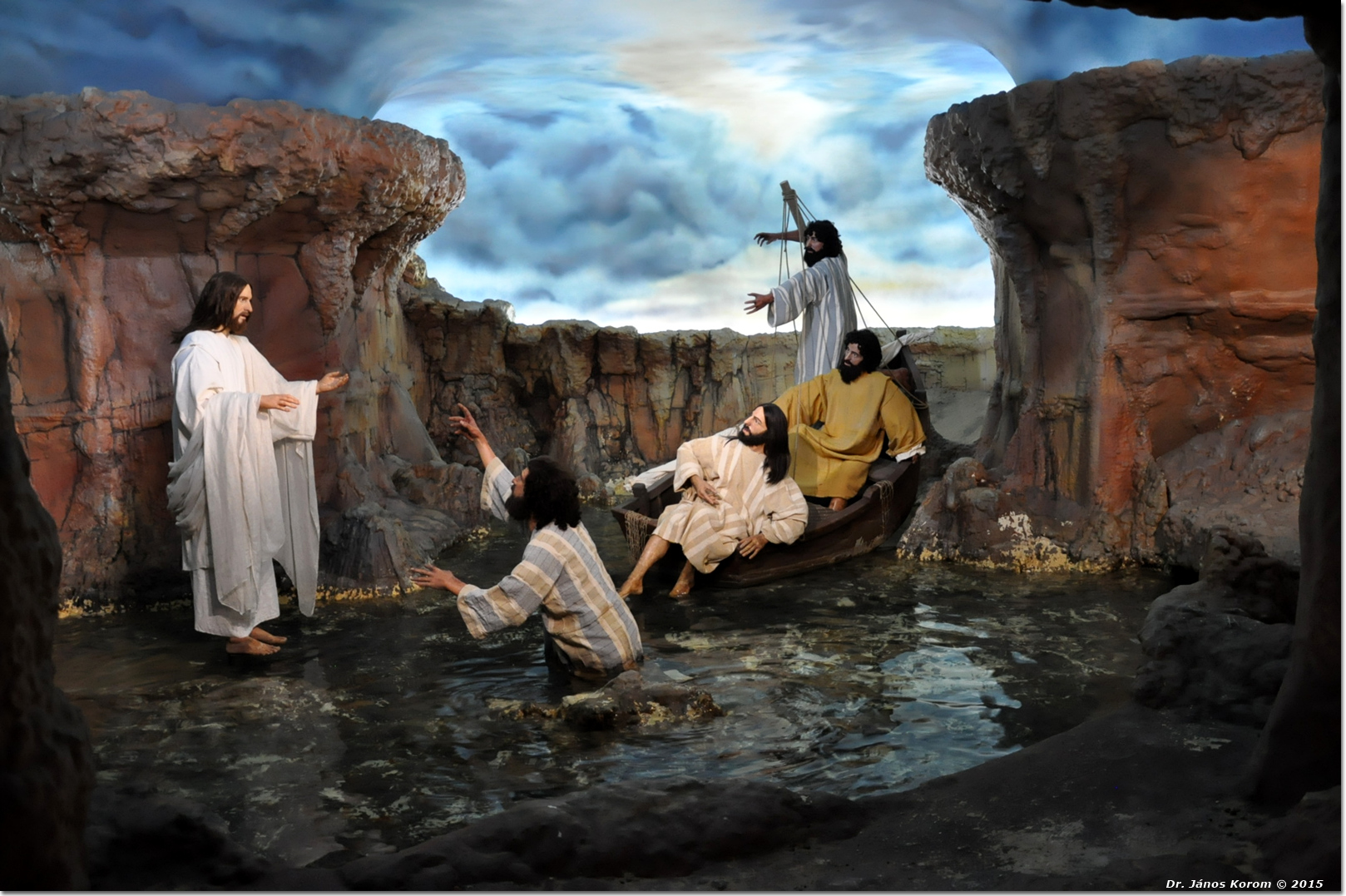
Escena 16: Jesús caminando sobre las aguas del mar de Galilea
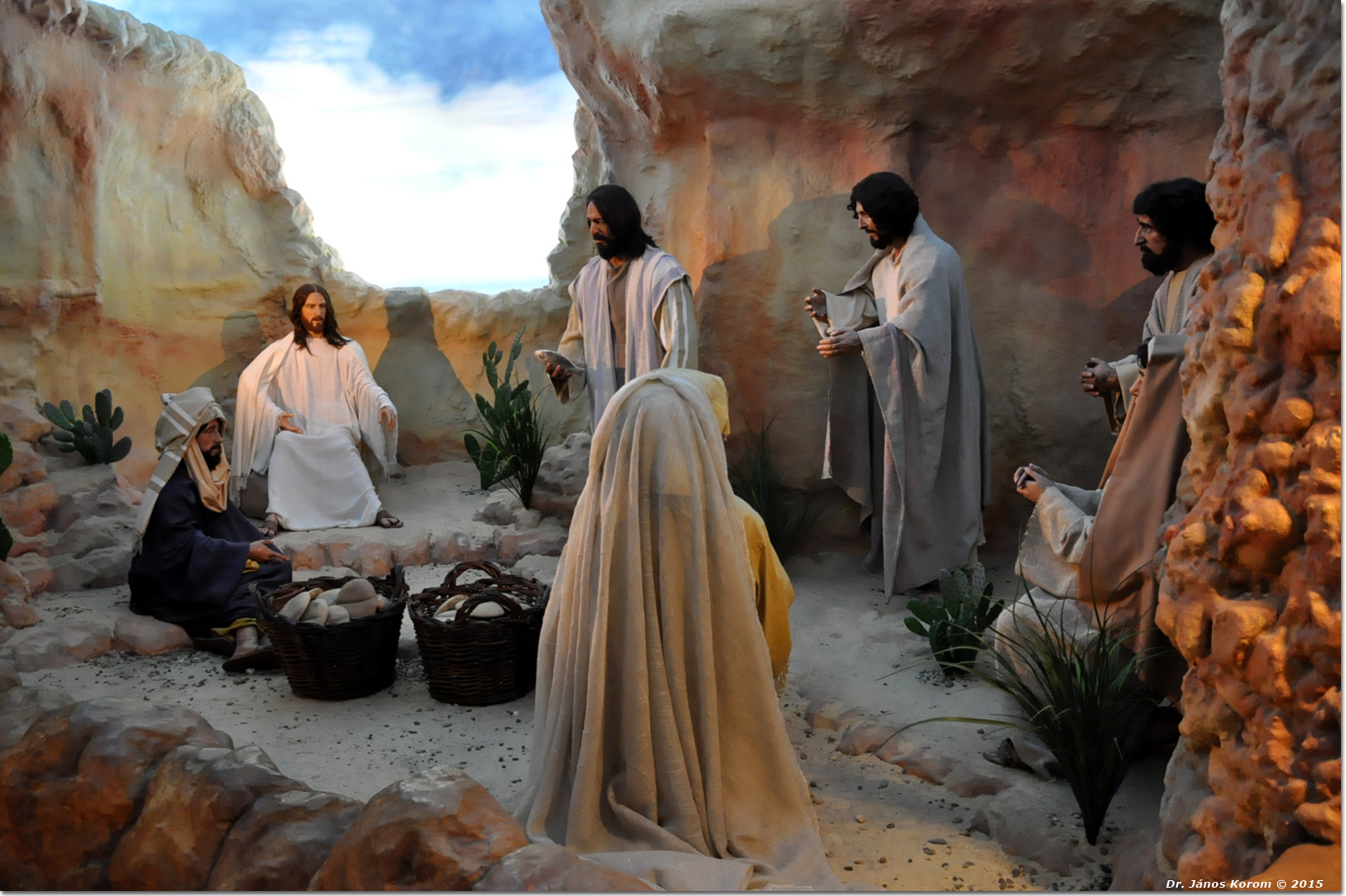
Escena 17: Multiplicación de los panes y los peces
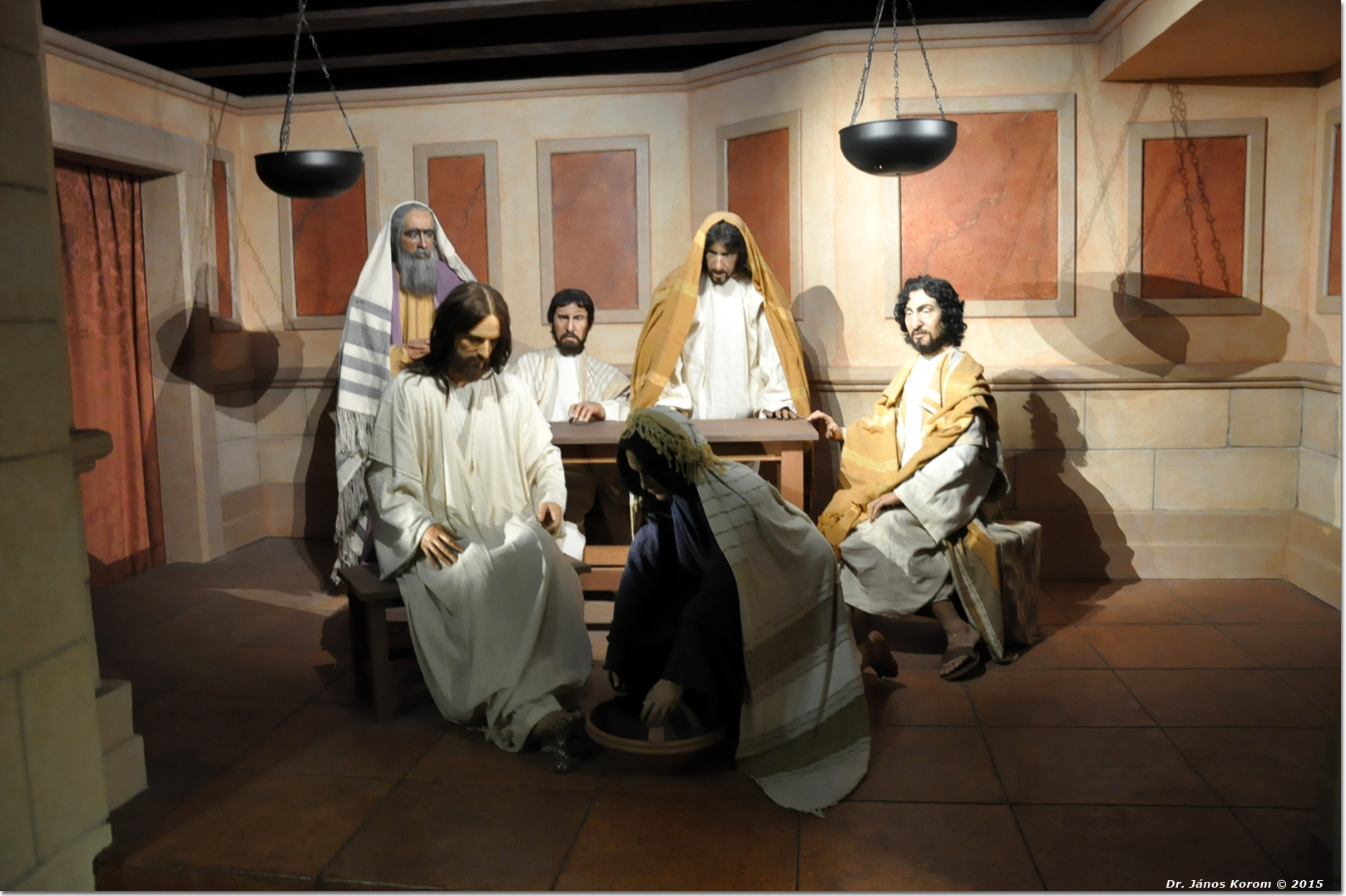
Escena 18: María Magdalena, la pecadora arrepentida
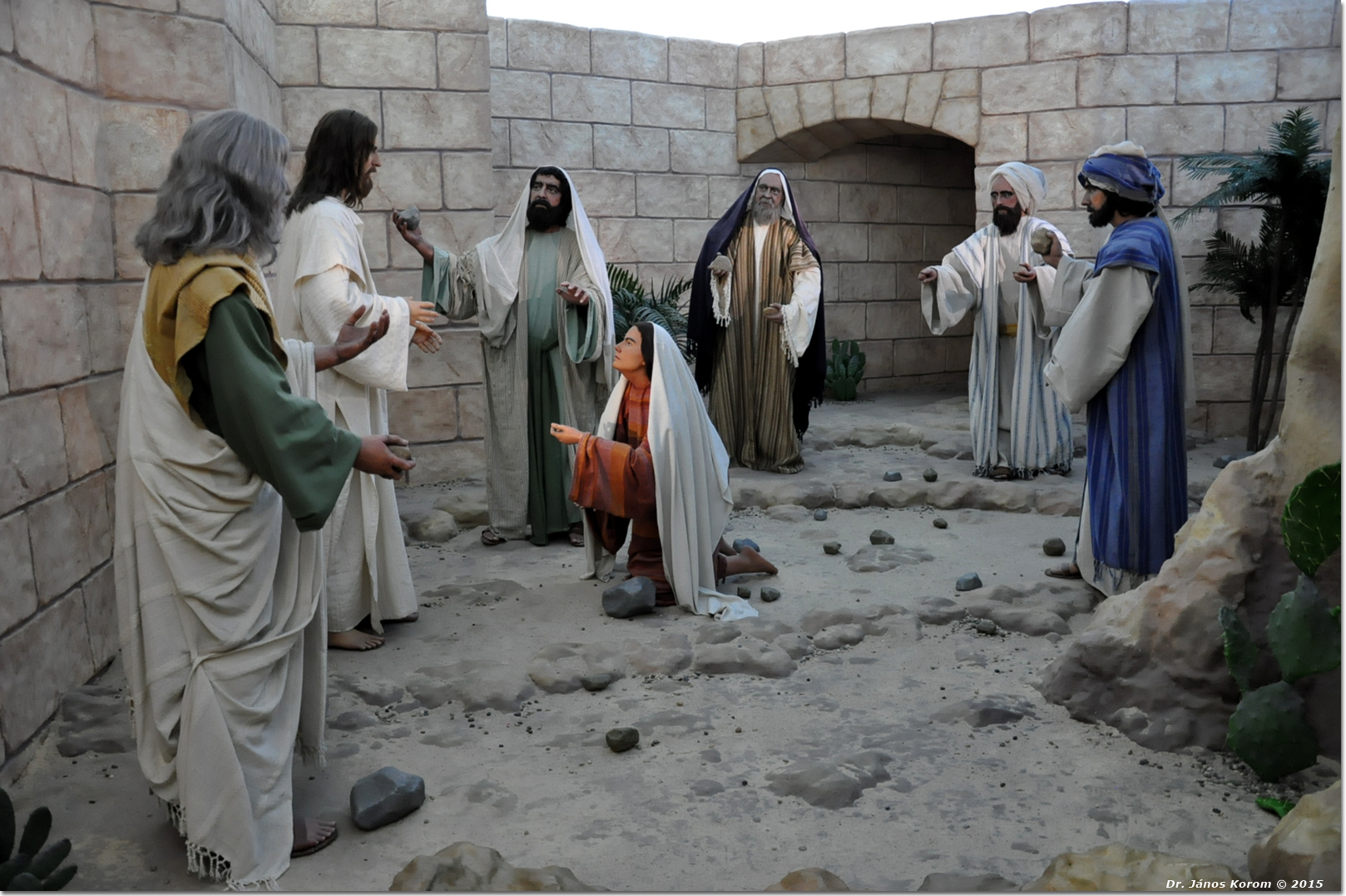
Escena 19: Jesús y la mujer sorprendida en adulterio
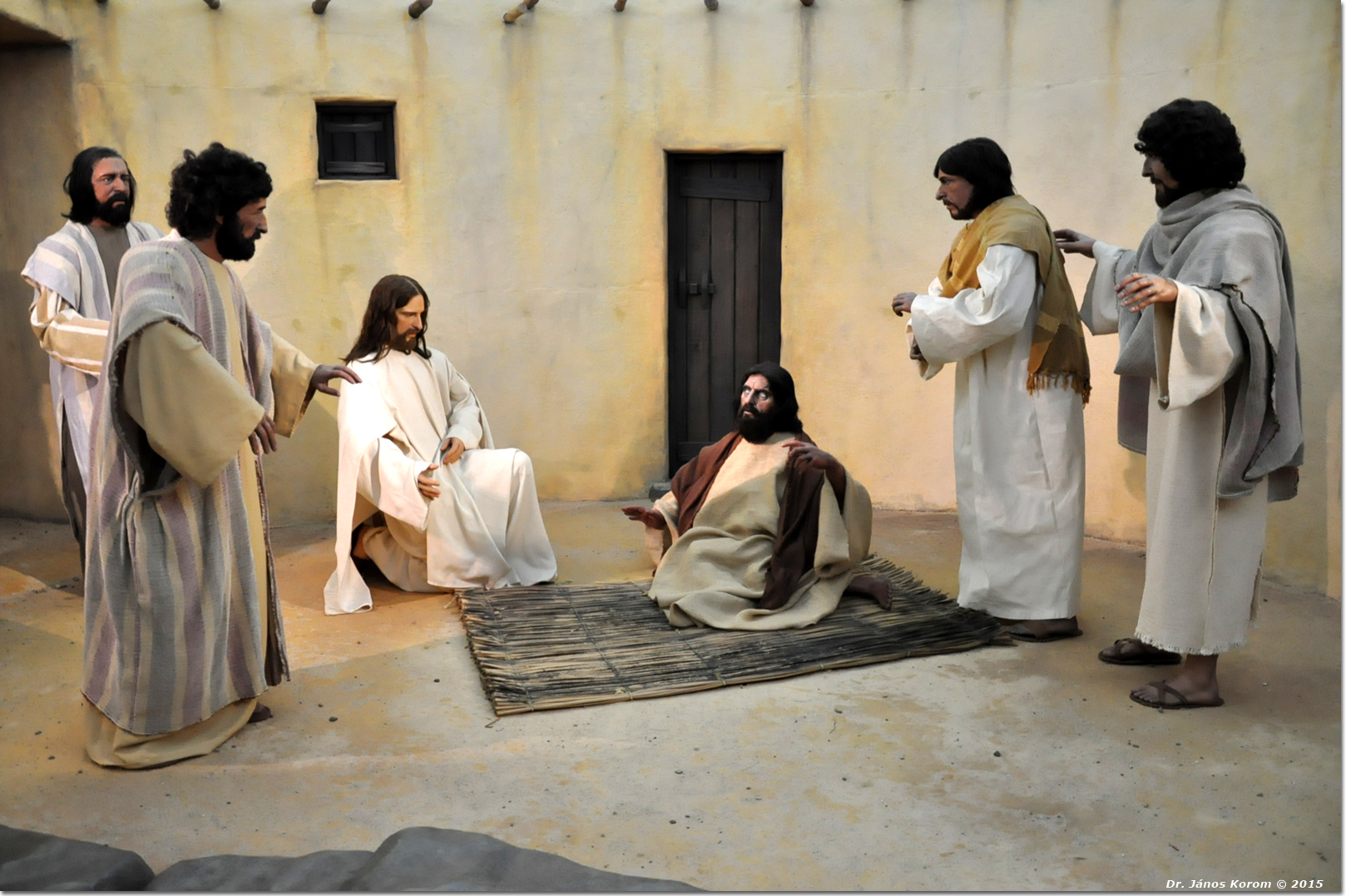
Escena 20: Jesús cura al ciego de nacimiento
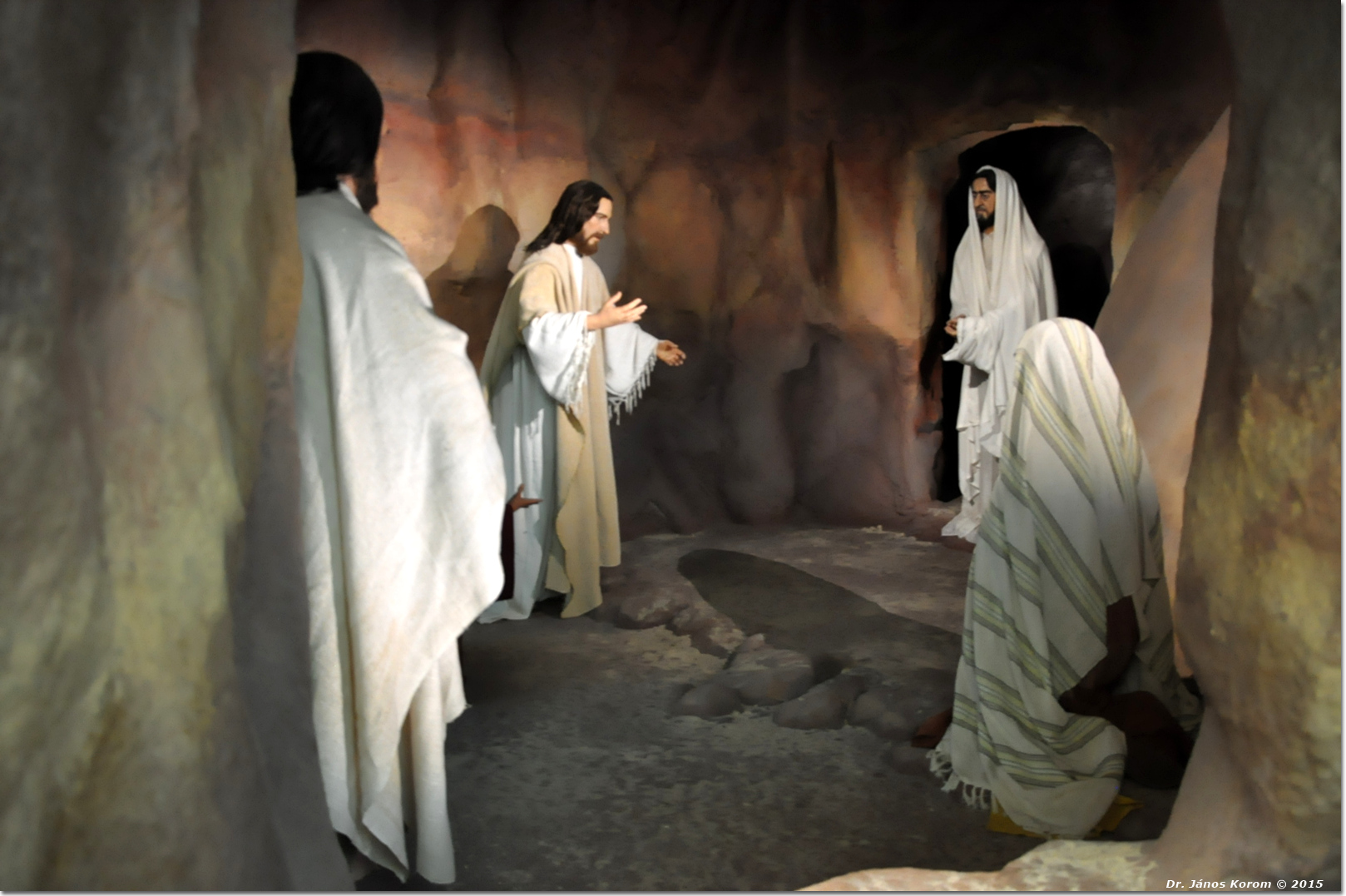
Escena 21: La resurrección de Lázaro
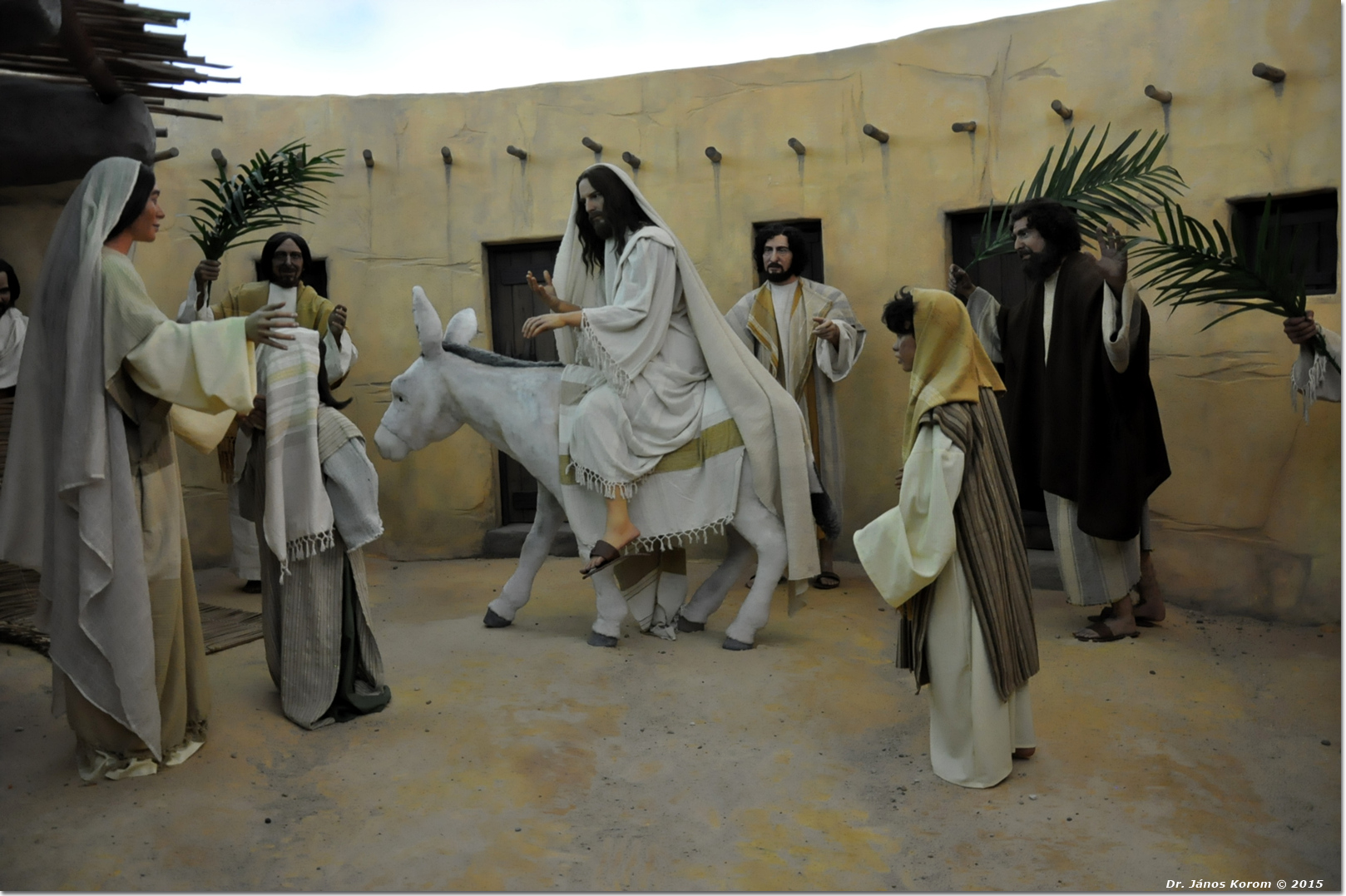
Escena 22: La entrada triunfal de Jesús en Jerusalén
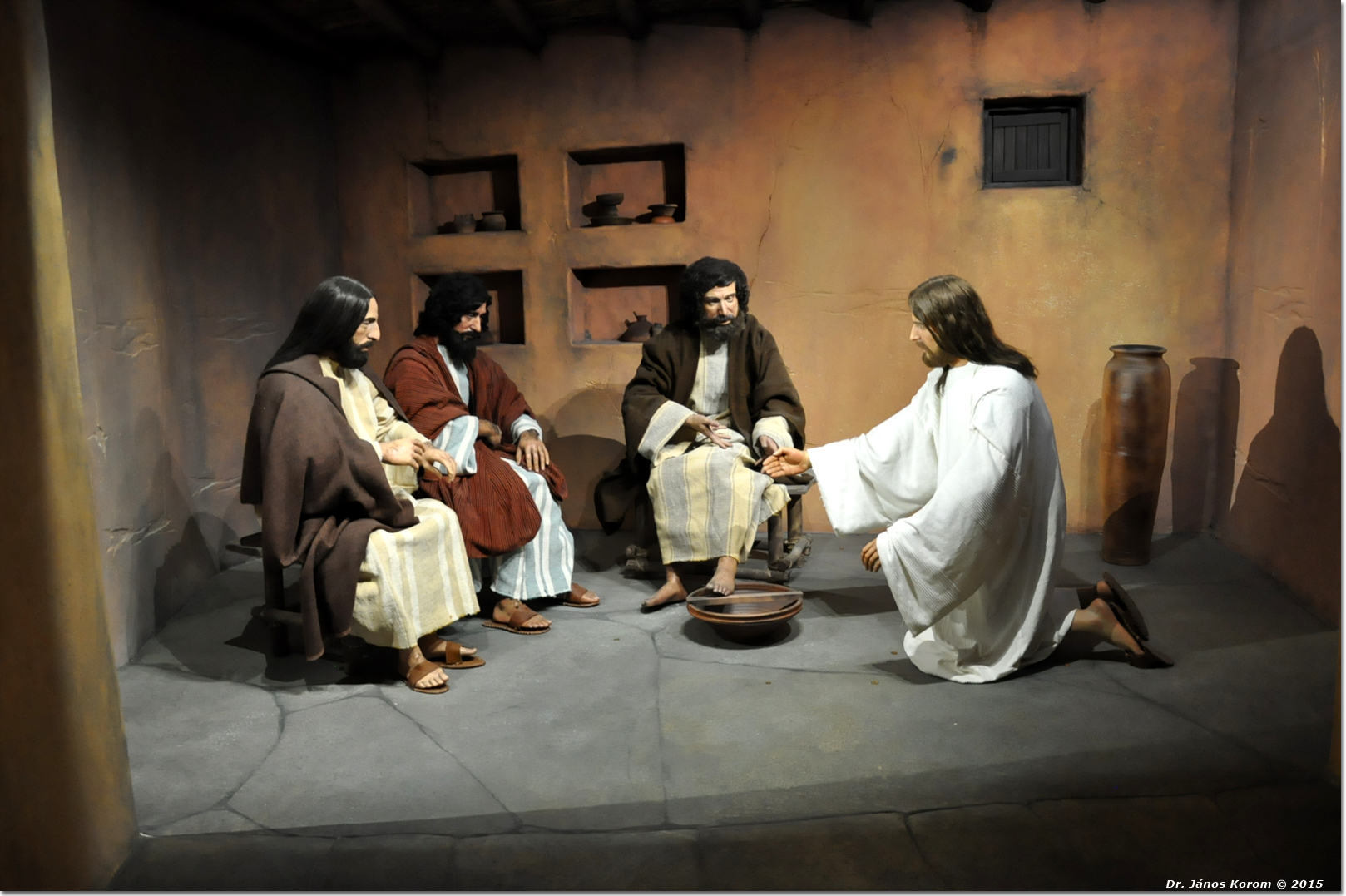
Escena 23: Jesús lavando los pies a los discípulos
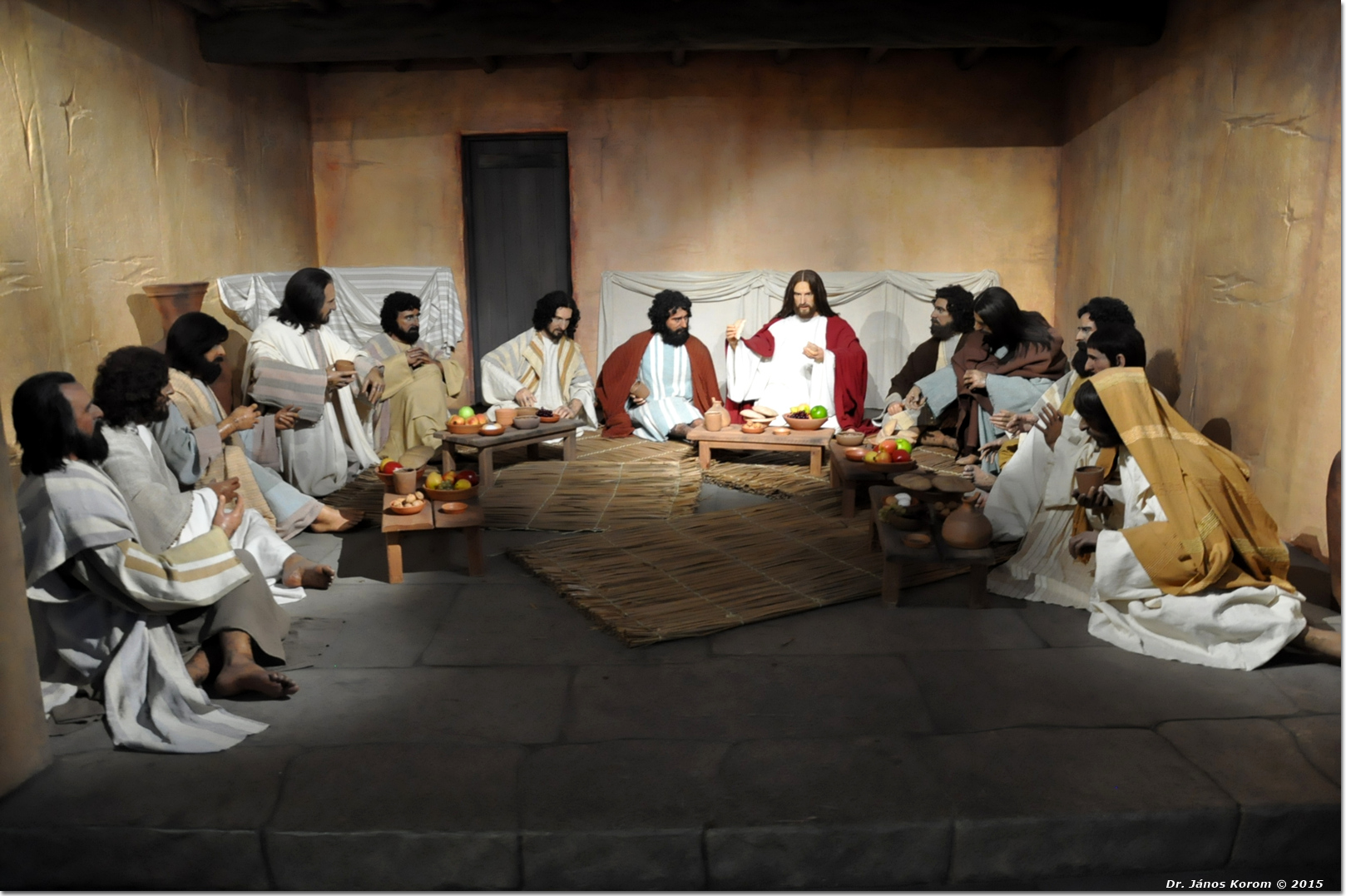
Escena 24: La Última Cena de Cristo
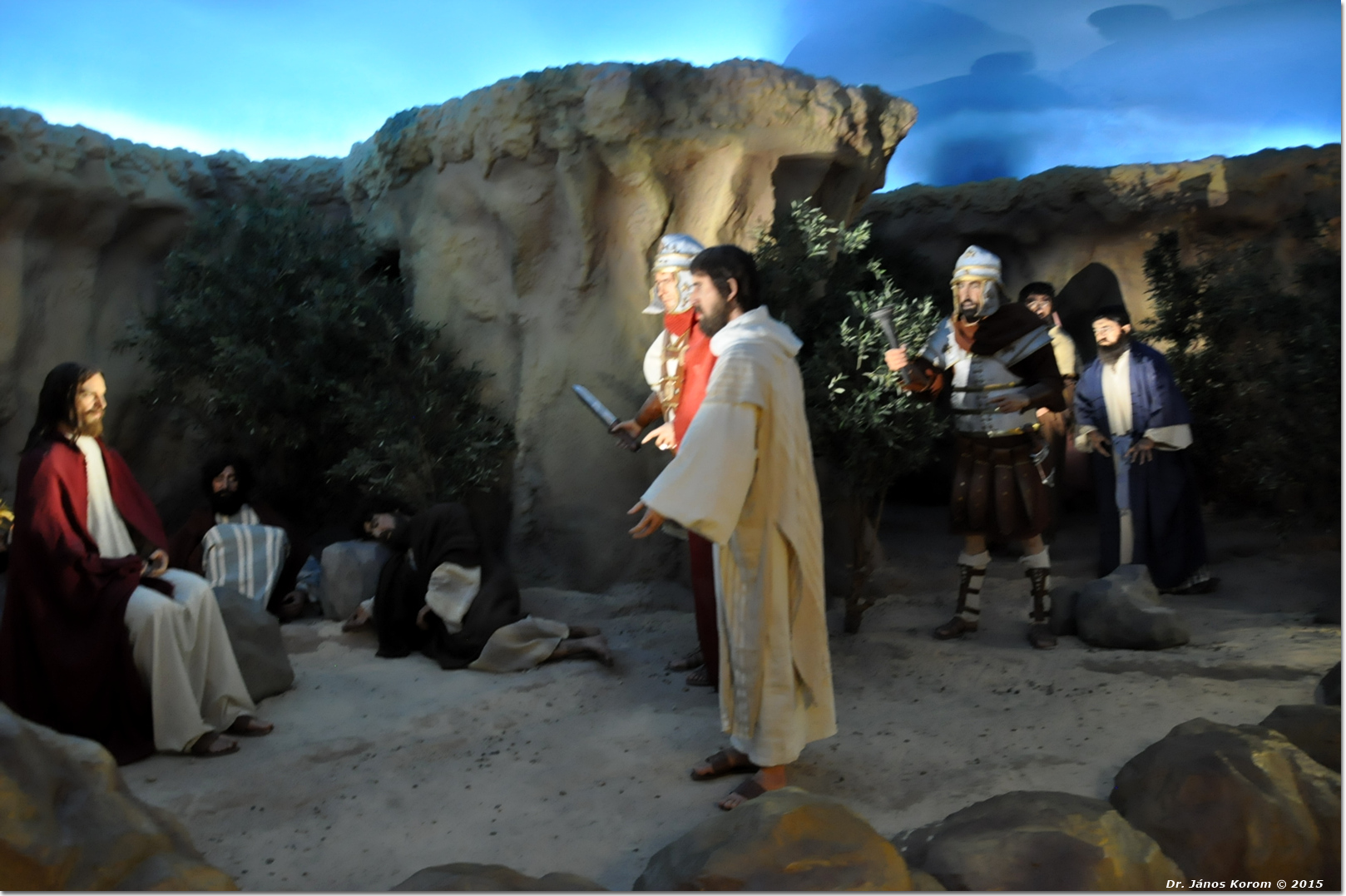
Escena 25: La agonía de Jesús en el Monte de los Olivos
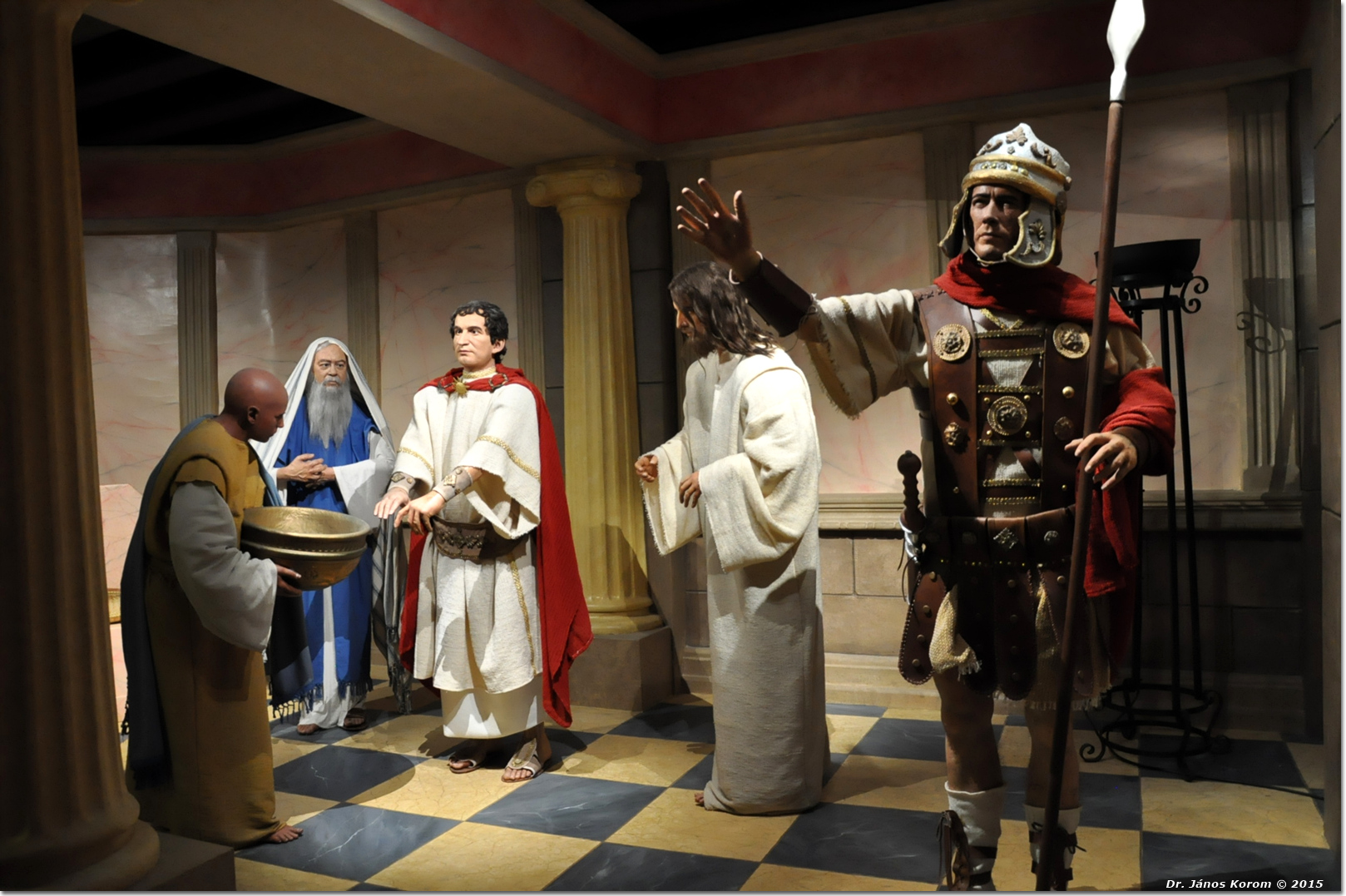
Escena 26: La condenación de Jesús ante Poncio Pilato
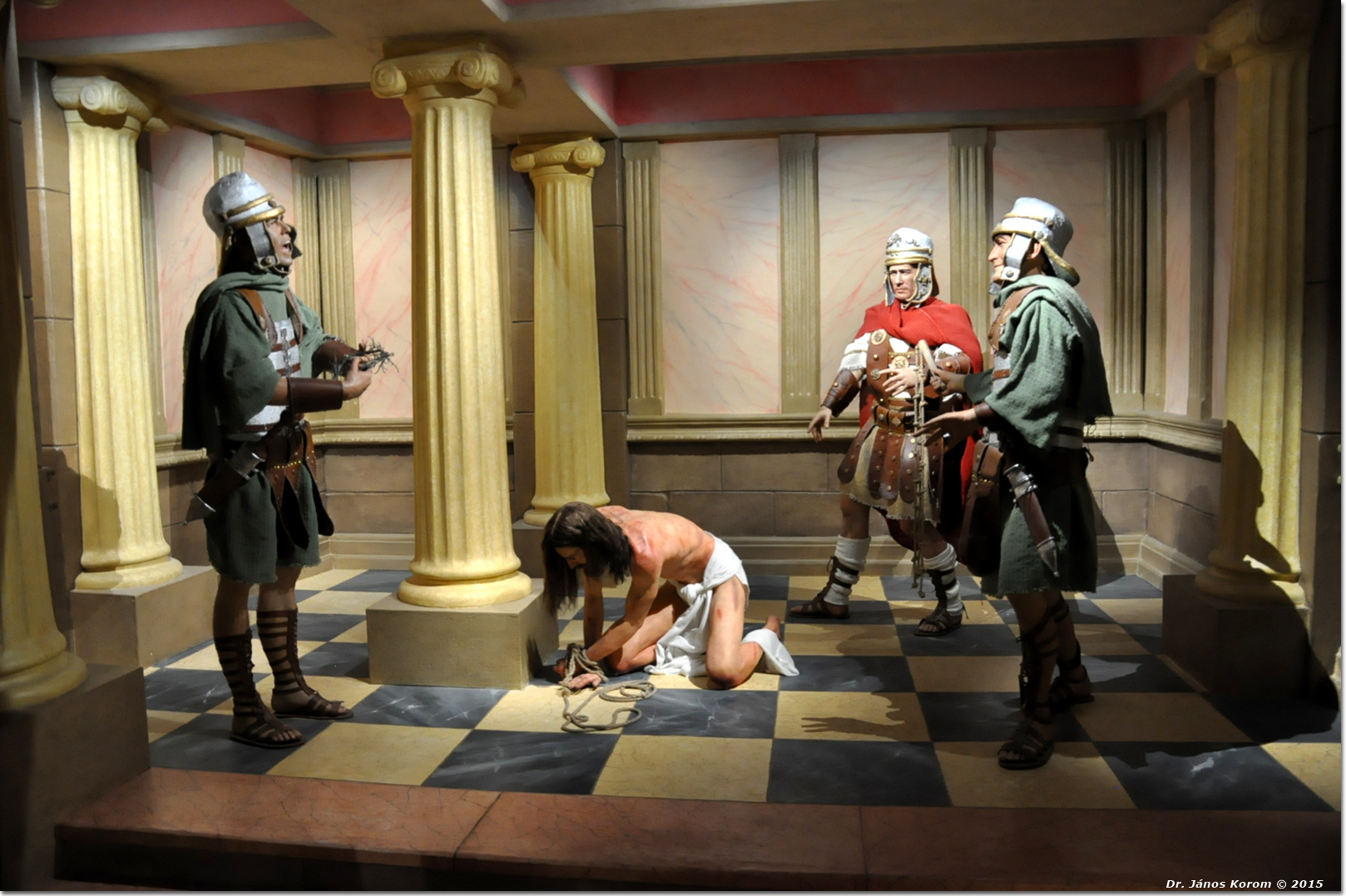
Escena 27: La flagelación de Cristo
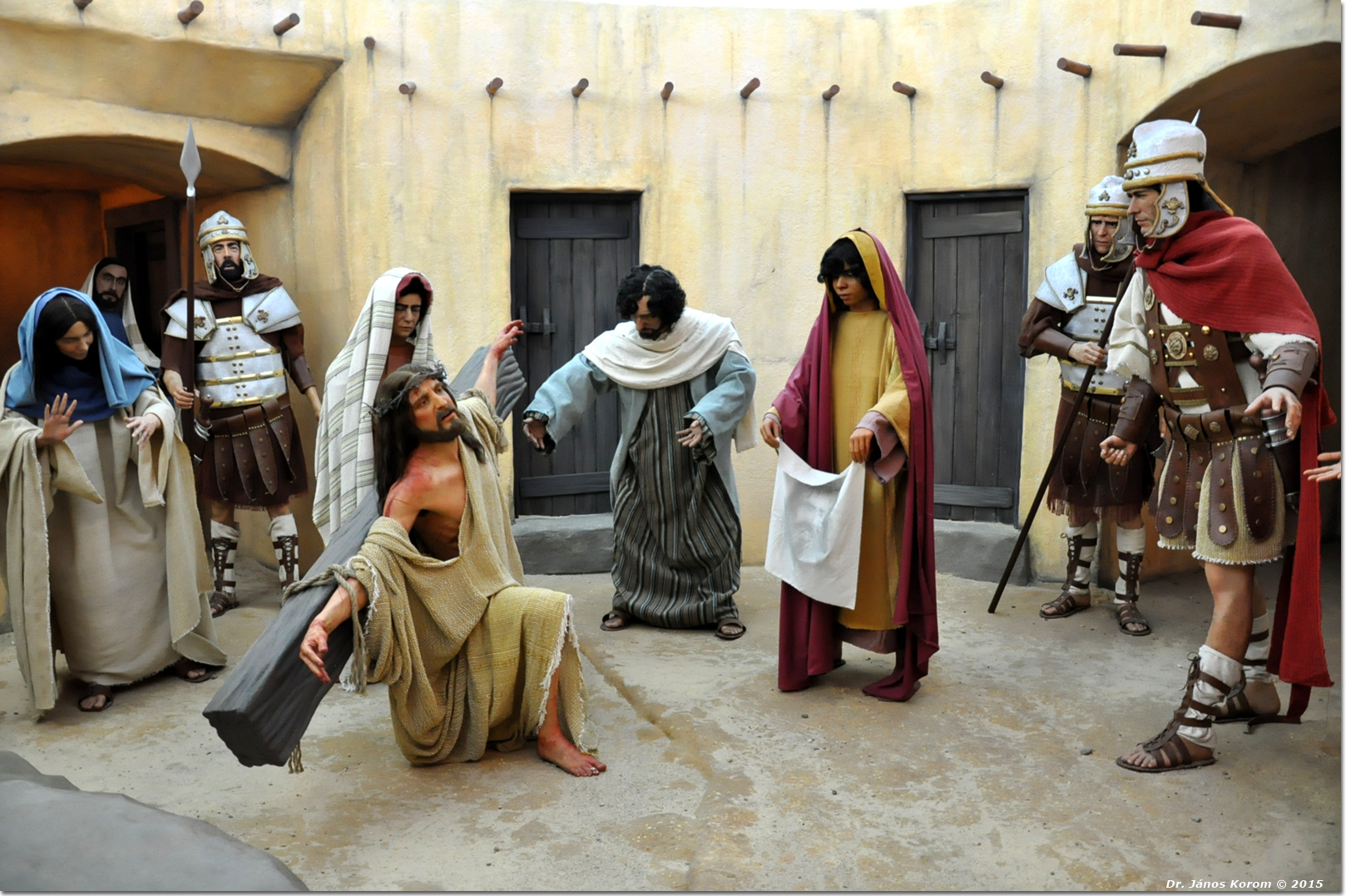
Escena 28: Jesús cargando la cruz camino al Calvario
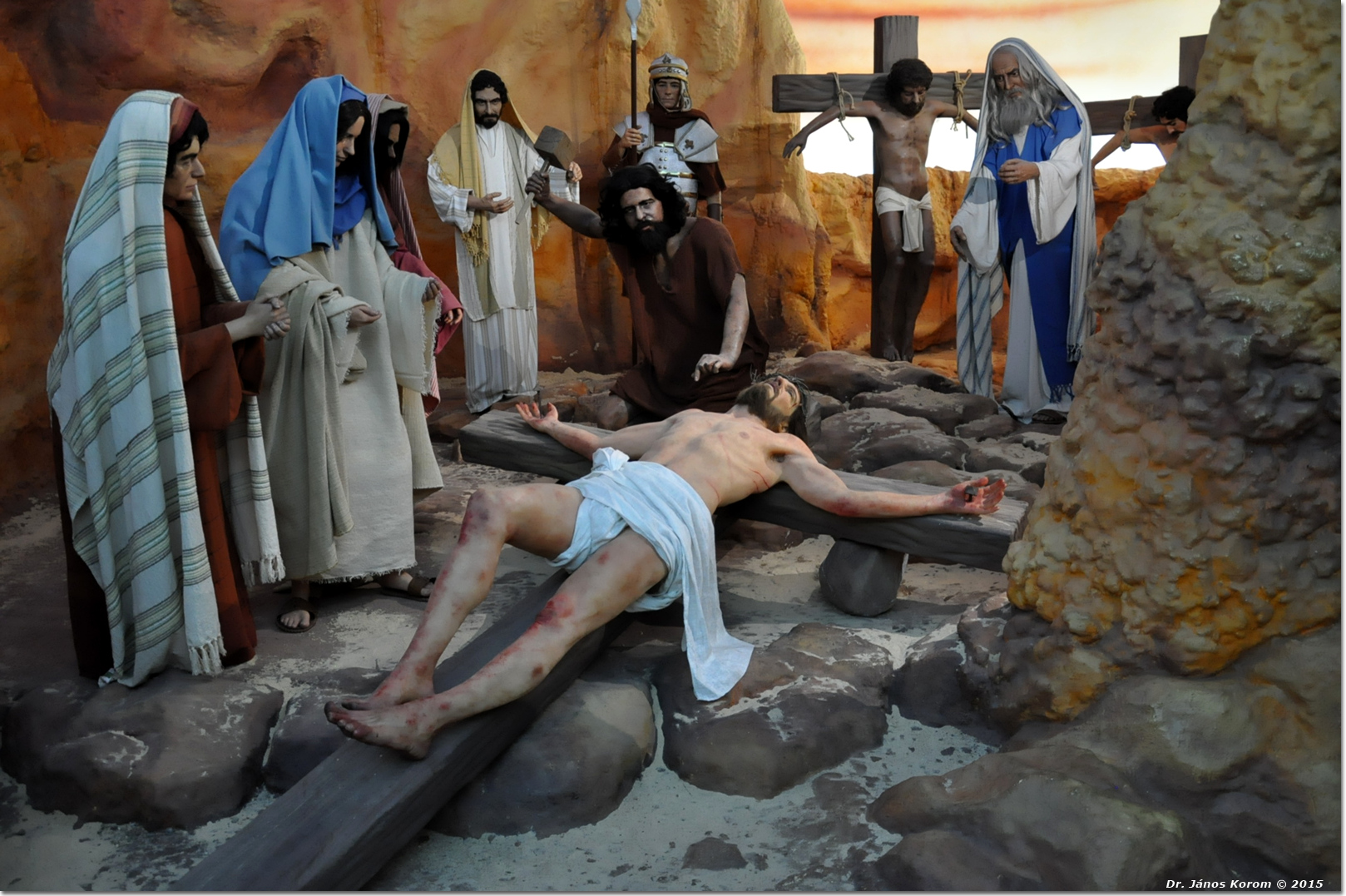
Escena 29: La crucifixión de Jesús
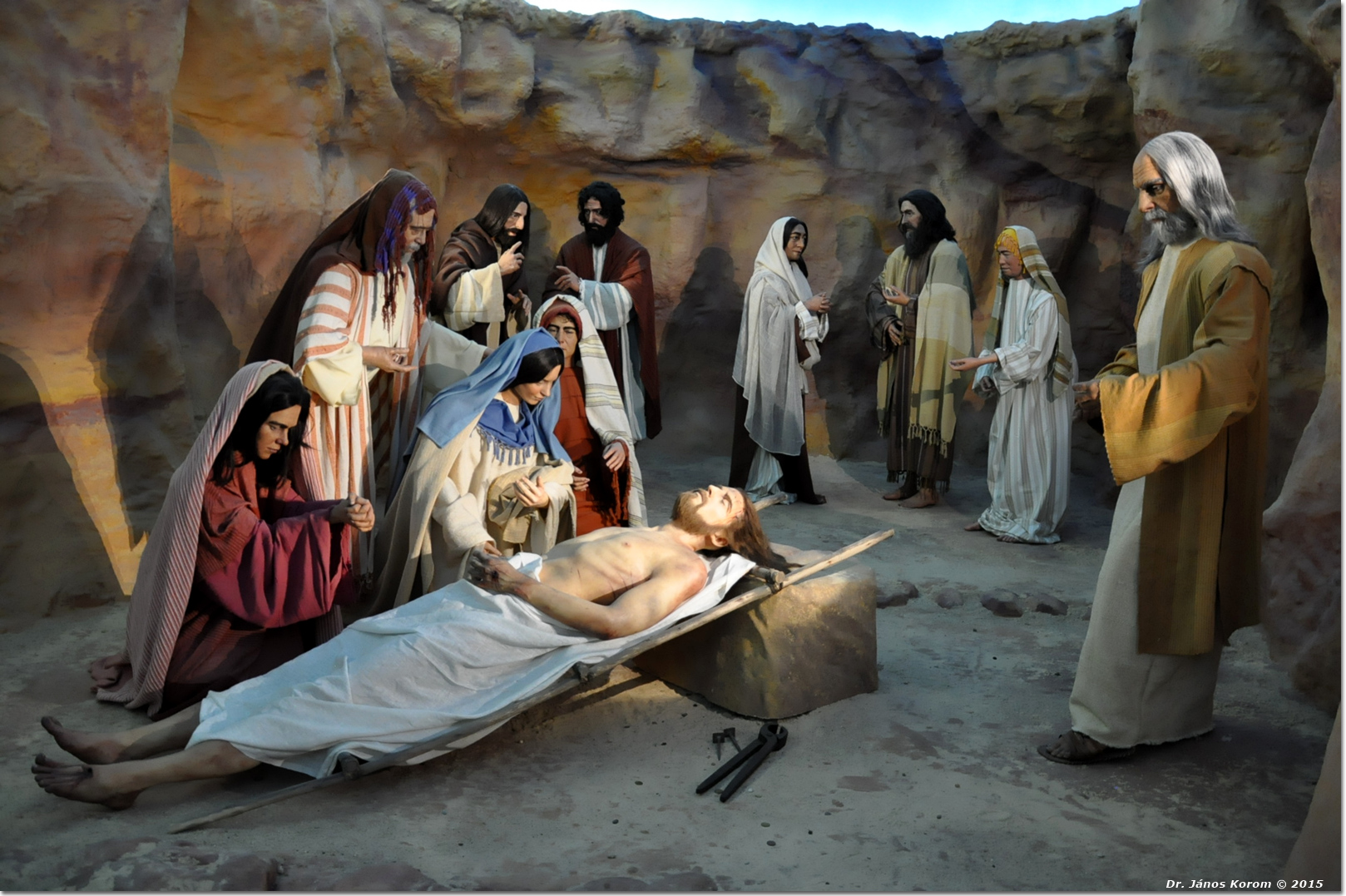
Escena 30: El descendimiento de Jesús de la cruz
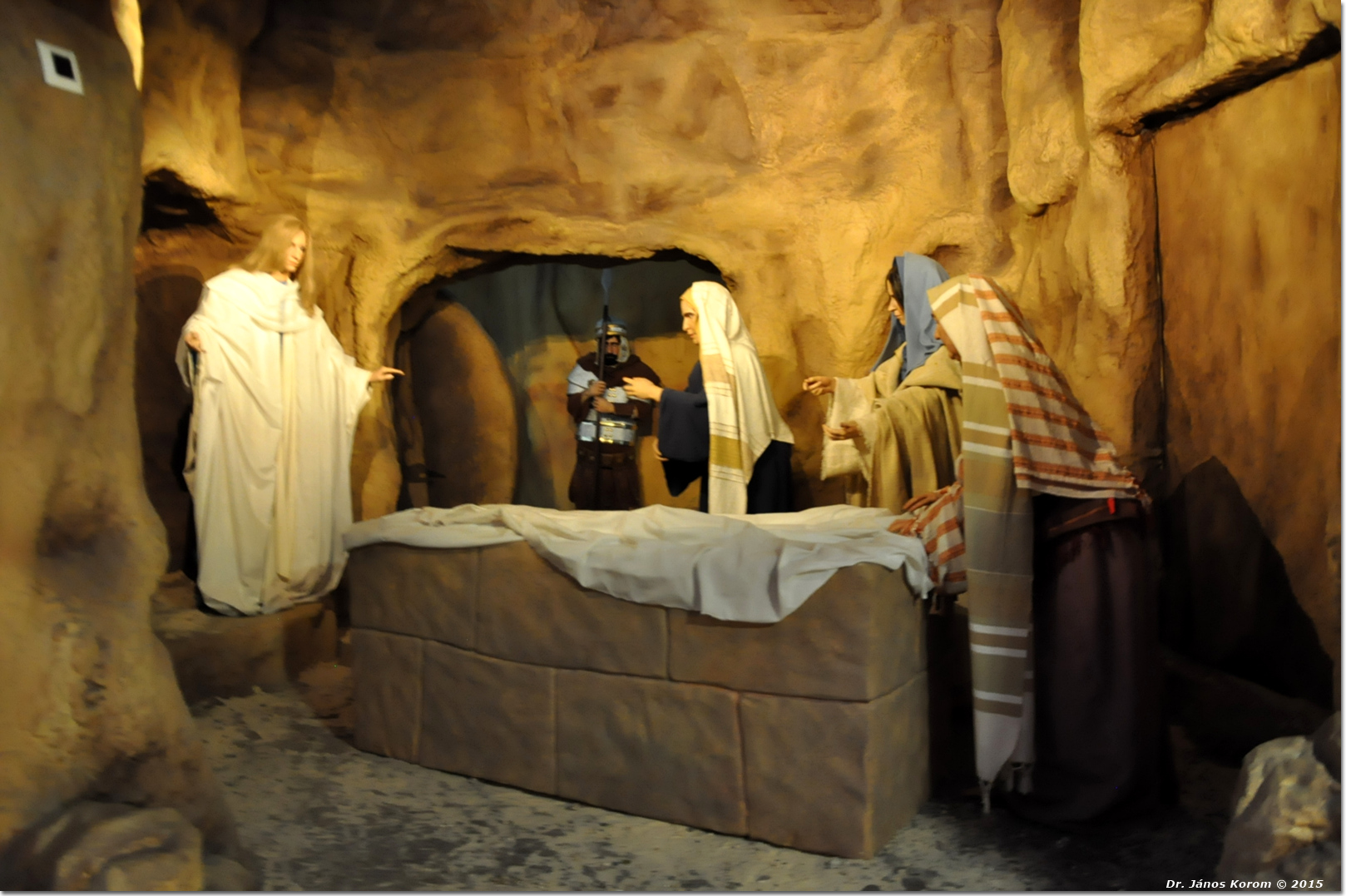
Escena 31: La resurrección de Jesús
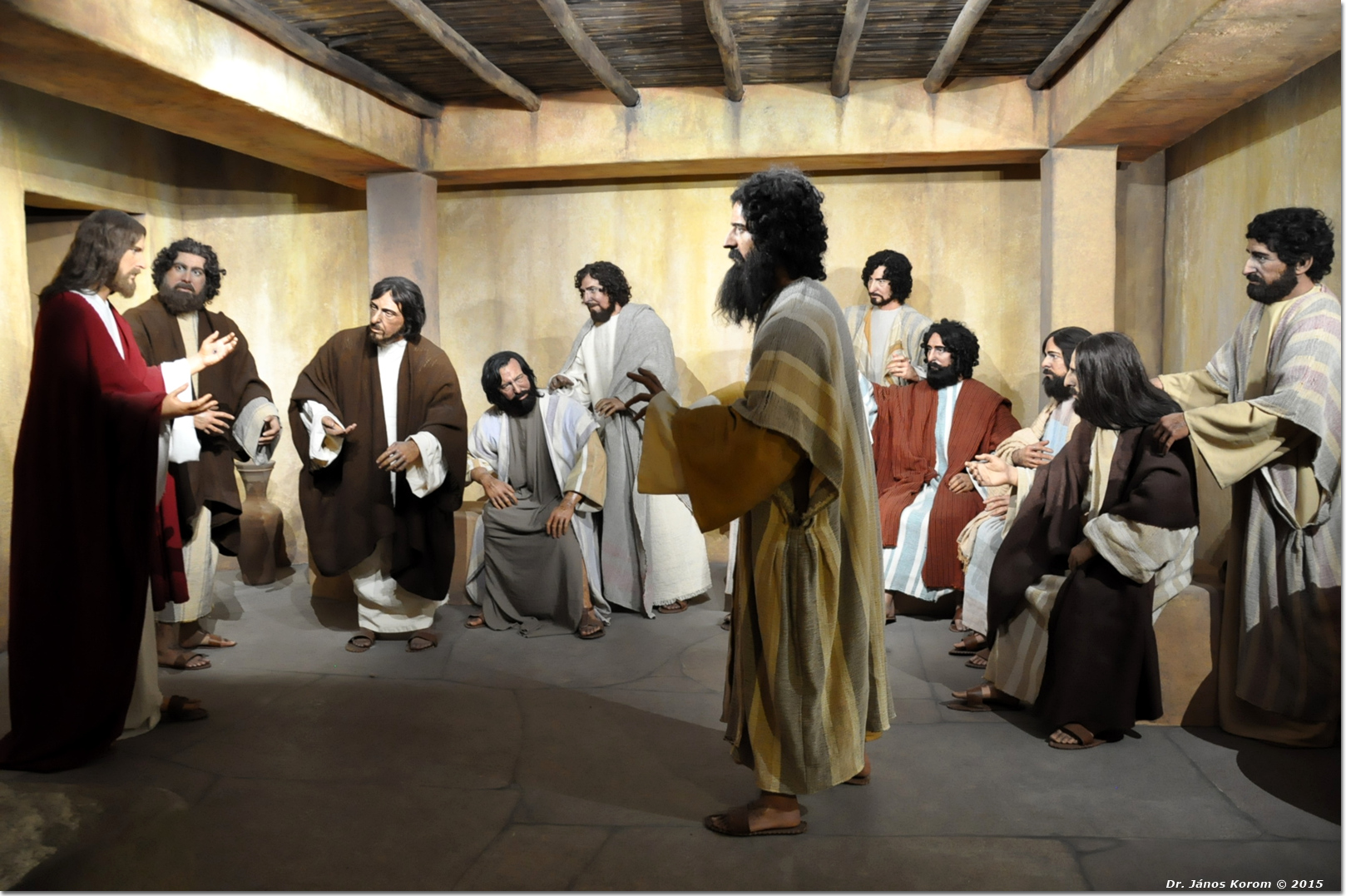
Escena 32: Jesús se aparece a sus discípulos
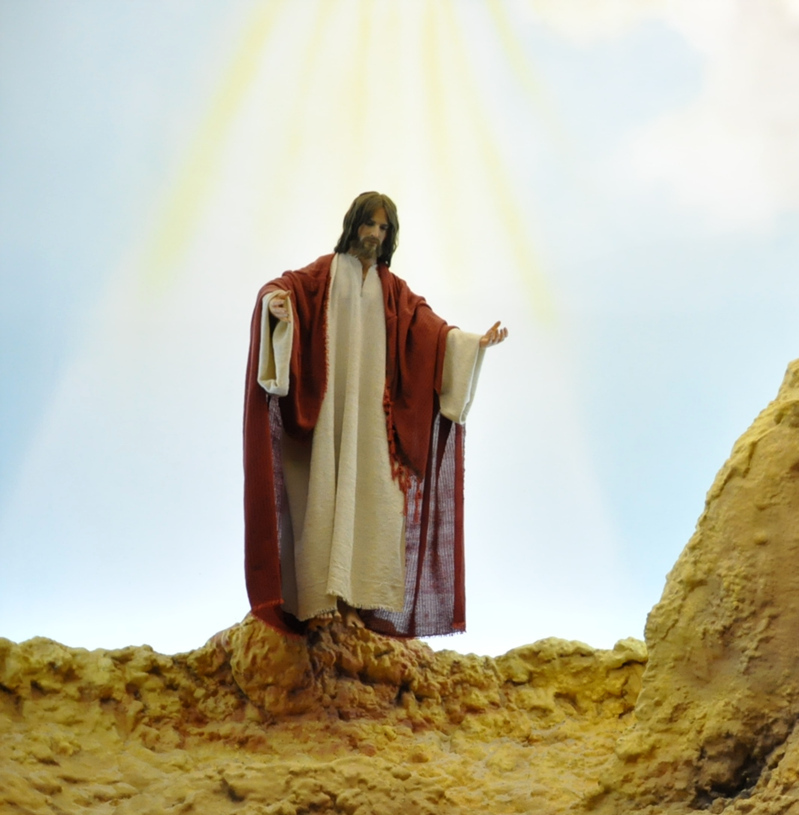
Escena 33: La ascensión de Jesús al cielo